# 石川界人
石川 界人（いしかわ かいと、1993年10月13日 - ）は、日本の男性声優。東京都文京区出身。ステイラック所属。

## 経歴
小学5年の時に学芸会で『ガンバの大冒険』を上演するも、本番中に舞台から落下するトラブルに見舞われた。しかし着地を成功させて先生や保護者に褒められ、これが演技をやりたいと思った理由の1つとなる。
その後、中高一貫校に進学し、3年の時に演劇部に入部したが部員の大半は女子であった。デビューした後、先輩から「役を生きる」という言葉を聞いて感銘を受けたという。
テレビアニメ『ゼロの使い魔』から深夜アニメに没頭し、『涼宮ハルヒの憂鬱』で気になった杉田智和の出演作『Kanon』『創聖のアクエリオン』などを追いかけた。のちにテレビで放送した『パイレーツ・オブ・カリビアン』を観てジャック・スパロウの吹替えを担当した平田広明の演技で「ここまで動きに合った芝居ができるってすごい」と感動し、声優を職業として認識する。アニメや芝居が好きだったことから、「アニメに出られて芝居ができて仕事にもなるなら」と声優を志す。
声優への志望を決めたのは高校1年からだが、当初は両親に猛反対された。しかし石川の熱心な説得に屈し、学費を出さないことを条件に声優養成所への入所を認めた。そのため、アルバイトで稼いだ金でプロ・フィット声優養成所に入所した。この時に父が「子供を応援した方が良い」と言ったことから、今でも父のことを尊敬している。養成所は、各声優事務所のサンプルボイスを聞き、自分と声質の被る声優がいない事務所の系列を選んだという。
2012年に『あの夏で待ってる』でアニメデビューする。そして、2013年4月にはテレビアニメ『翠星のガルガンティア』のレド役で初の主役を演じる。翌2014年、第8回声優アワード新人男優賞を受賞する。
2020年3月7日、第14回声優アワードで助演男優賞を受賞。
2022年2月1日、所属するプロ・フィットが2022年3月末を以てマネジメント事業を終了することに伴い、ステイラックへ移籍。
2023年5月10日、声帯ポリープ手術のため、5月下旬から1ヶ月程度の休養を発表。同年6月24日、劇場版『青春ブタ野郎はおでかけシスターの夢を見ない』の舞台挨拶にて仕事に復帰した。

## 人物
生野菜（特にトマト）、酢の物、果物が苦手。
趣味はサウナ、ゲーム、PC。サウナに関しては多い時で週5～6回通うほどであり、通い始めたきっかけは声優の先輩であり所属事務所の社長である浪川大輔からサウナの魅力を聞いたことだと述べている。
好きなスポーツはスノーボードで、小学校では野球、中学ではテニスと体操に打ち込むなどスポーツにのめり込んでいたことも明かしている。好きなアニメには第1話からリアルタイムで観た『XXXHOLiC』を挙げている。大学で受講したトンマーゾ・ジョルダーニの「カーロ・ミオ・ベン」がきっかけで声楽に興味を抱いたとも語っている。
影響を受けた作品は『パイレーツ・オブ・カリビアン』のジャック・スパロウの吹き替え版のセリフ、尊敬する人物には実父を挙げている。また、休日は植物や風景を撮るために公園を散策しているという。
『THE IDOLM@STER』好き。座右の銘は「全力先進」（後に「全力前進」の誤変換だった、と述べている）。
『僕のヒーローアカデミア』への出演をきっかけにエンジンとバイクが好きになり、ヤマハ発動機のファンになった。
『テラフォーマーズ』アニメ4話で、石川が演じるキャラクターの幼馴染みが殺されて激高する際に役に入り込みすぎて、叫ぶシーンで酸欠寸前となりブラックアウトしてしまったという。
仲の良い声優は松岡禎丞、内田雄馬などを挙げている。

## 出演
太字はメインキャラクター。

### テレビアニメ
2012年
- あの夏で待ってる（生徒B、学生C）
- 氷菓（野球部員）
- ファイ・ブレイン 神のパズル（男子生徒）
- TARI TARI（ガンバホワイト、郵便屋さん）
- トータル・イクリプス（ニコライ・ロゴシュキン、管制官、衛士、MP）
- To LOVEる -とらぶる- ダークネス（男子生徒達）
- 好きっていいなよ。（拓、男子生徒）
- さくら荘のペットな彼女（2012年 - 2013年、客2、男子生徒2、男子2）

2013年
- AKB0048 next stage（WOTA）
- 翠星のガルガンティア（レド）
- とある科学の超電磁砲S（不良、学生、部下、アンチスキル、ジャッジメント〈男〉 他）
- 変態王子と笑わない猫。（男子生徒E）
- RDG レッドデータガール（宗田真夏）
- イナズマイレブンGO ギャラクシー（2013年 - 2014年、瞬木隼人）
- 有頂天家族（大学生）
- Super Seisyun Brothers -超青春姉弟s-（斉藤マオ）
- ゴールデンタイム（2013年 - 2014年、柳澤光央）
- 凪のあすから（2013年 - 2014年、木原紡）
- 機巧少女は傷つかない（乗客C）
- 東京レイヴンズ（2013年 - 2014年、土御門春虎）
- 帰宅部活動記録（金田正男）
- サムライフラメンコ（2013年 - 2014年、中学生A）

2014年
- とある飛空士への恋歌（イグナシオ・アクシス）
- ノブナガ・ザ・フール（シャルルマーニュ）
- ロマンチカクロック（加治屋蒼）
- 黒子のバスケ（2014年 - 2015年、福井健介） - 2シリーズ / 2016年に『ウインターカップ総集編』劇場上映
- ダイヤのA（2014年 - 2019年、楊舜臣） - 3シリーズ
- ハイキュー!!（2014年 - 2020年、影山飛雄） - 5シリーズ
- エスカ&ロジーのアトリエ 〜黄昏の空の錬金術士〜（ロジックス・フィクサリオ）
- 残響のテロル（ナイン / 九重新）
- 真 ストレンジ・プラス（管野）
- DRAMAtical Murder（α2）
- テラフォーマーズ（2014年 - 2016年、マルコス・エリングラッド・ガルシア） - 2シリーズ
- 魔弾の王と戦姫（ティグルヴルムド＝ヴォルン）
- 天体のメソッド（水坂湊太）
- ヒーローバンク（2014年 - 2015年、桜田セキト）
- ディスク・ウォーズ:アベンジャーズ（2014年 - 2015年、ファルコン）

2015年
- 聖剣使いの禁呪詠唱（灰村諸葉）
- ワールドトリガー（2015年 - 2022年、出水公平） - 3シリーズ
- 境界のRINNE（2015年 - 2017年、六道りんね） - 3シリーズ
- 終わりのセラフ（君月士方） - 2シリーズ
- 暗殺教室（2015年 - 2016年、榊原蓮） - 2シリーズ
- ハイスクールD×D シリーズ（2015年 - 2018年、アーサー・ペンドラゴン） - 2シリーズ
- 放課後のプレアデス（いつきの兄）
- 山田くんと7人の魔女（浅野蓮）
- ジュエルペット　マジカルチェンジ (受験生)
- 遊☆戯☆王ARC-V（2015年 - 2016年、シンジ・ウェーバー）
- GANGSTA.（コーディ・バルフォア）$SM59
- GATE 自衛隊 彼の地にて、斯く戦えり（2015年 - 2016年、倉田武雄、ゾルザルのとりまき） - 2シリーズ
- キュートランスフォーマー さらなる人気者への道（ショックウェーブ）
- コンクリート・レボルティオ〜超人幻想〜（2015年 - 2016年、人吉爾朗） - 2シリーズ
- ヘヴィーオブジェクト（2015年 - 2016年、ヘイヴィア＝ウィンチェル）
- ワンパンマン（2015年 - 2019年、ジェノス） - 2シリーズ
- ノラガミ ARAGOTO（藤崎浩人）

2016年
- プリンス・オブ・ストライド オルタナティブ（堂園志貴）
- マクロスΔ（ロイド・ブレーム）
- 僕のヒーローアカデミア（2016年 - 2024年、飯田天哉、吹出漫我、蹴上露今努） - 7シリーズ
- 双星の陰陽師（2016年 - 2017年、斑鳩士門）
- クロムクロ（赤城涼斗）
- 文豪ストレイドッグス（田口六蔵）
- 甲鉄城のカバネリ（瓜生）
- 初恋モンスター（多賀敦史）
- DAYS（新戸部哲也）
- SERVAMP-サーヴァンプ-（露木修平)
- バッテリー（東谷啓太）
- Re:ゼロから始める異世界生活（2016年 - 2025年、ヴィルヘルム〈青年〉） - 2シリーズ
- 刀剣乱舞-花丸-（2016年 - 2018年、歌仙兼定） - 2シリーズ  / 2017年に1期総集編『～幕間回想録～』劇場上映
- Occultic;Nine -オカルティック・ナイン-（橋上サライ）
- ポケットモンスター サン&ムーン（2016年 - 2019年、カキ、シブ、ジュンサーのデカグース、ヤトウモリ、ダダリン 他）

2017年
- ハンドシェイカー（ハヤテ / 東颯）
- この素晴らしい世界に祝福を!2（バルター）
- 鬼平（五兵衛）
- サクラダリセット（浅井ケイ）
- 時間の支配者（霧・プーチン）
- 徒然チルドレン（菅原卓郎）
- ナナマル サンバツ（御来屋千智）
- DIVE!!（水城真之介）
- アイドルマスター SideM（プロデューサー）
- DYNAMIC CHORD（黒谷優）
- いぬやしき（テッちゃん）
- TSUKIPRO THE ANIMATION（七瀬出流）

2018年
- ダメプリ ANIME CARAVAN（ナレク）
- BEATLESS（海内遼） - 2シリーズ
- ポプテピピック（2018年 - 2021年、ピピ美〈第9話Bパート / 再放送・リミックス版第3話Bパート〉）
- 魔法少女 俺（魔法少女オレ〈卯野さき〉）
- かくりよの宿飯（乱丸）
- 宇宙戦艦ティラミス（スバル・イチノセ） - 2シリーズ
- 東京喰種トーキョーグール:re（瓜江久生） - 2シリーズ
- 重神機パンドーラ（フォー / フォー B.R.A.I）
- デビルズライン（緒方）
- 若おかみは小学生!（藍竜）
- 銀河英雄伝説 Die Neue These 邂逅（ダスティ・アッテンボロー）
- 七星のスバル（御門貴法）
- 京都寺町三条のホームズ（家頭清貴）
- ハッピーシュガーライフ（北埋川大地）
- ゾイドワイルド（2018年 - 2019年、ドレイク）
- あそびあそばせ（コウイチ君、おむかいの生徒会長）
- オーバーロードIII（ヘッケラン・ターマイト）
- ブラッククローバー（2018年 - 2020年、ランギルス・ヴォード）
- 青春ブタ野郎シリーズ（2018年 - 2025年、梓川咲太） - 2シリーズ
- ツルネ シリーズ（2018年 - 2023年、小野木海斗） - 2シリーズ
- 火ノ丸相撲（2018年 - 2019年、沙田美月）
- ジョジョの奇妙な冒険 黄金の風（サーレー）
- メルクストーリア -無気力少年と瓶の中の少女-（ユージア）
- からくりサーカス（2018年 - 2019年、仲町浩男）

2019年
- 盾の勇者の成り上がり（2019年 - 2025年、岩谷尚文） - 4シリーズ
- B-PROJECT〜絶頂*エモーション〜（海保）
- W'z《ウィズ》（ハヤテ / 東颯）
- 今日もツノがある（モコザラシ）
- ダンベル何キロ持てる?（街雄鳴造）
- 胡蝶綺 〜若き信長〜（織田信勝〈勘十郎〉）
- かつて神だった獣たちへ（クロード）
- ゲゲゲの鬼太郎（第6作）（藤森カケル）
- あんさんぶるスターズ!（青葉つむぎ）
- PSYCHO-PASS サイコパス 3（トーリ・S・アッシェンバッハ）
- GRANBLUE FANTASY The Animation Season 2（ノア）

2020年
- 異世界かるてっと2（岩谷尚文）
- number24（本郷主鷹）
- プランダラ（坂井時風、瞬撃面）
- 波よ聞いてくれ（甲本龍丞）
- BNA ビー・エヌ・エー（アラン・シルヴァスタ）
- GETUP! GETLIVE! ＃げらげら（大野虎之助）
- 富豪刑事 Balance:UNLIMITED（浅野〈太陽になけ！〉）
- 彼女、お借りします（2020年 - 2025年、中野海） - 4シリーズ
- ポケットモンスター（2020年 - 2022年、カキ）
- キングスレイド 意志を継ぐものたち（2020年 - 2021年、カーセル）
- 魔王城でおやすみ（あくましゅうどうし）
- おそ松さん（新カラ松）
- 体操ザムライ（堂島潤）

2021年
- 蜘蛛ですが、なにか?（ユーゴー・バン・レングザンド / 夏目健吾）
- 怪物事変（岩木山雪里白那之五十五子結）
- 2.43 清陰高校男子バレー部（三村統）
- やくならマグカップも（豊川刻四郎） - 2シリーズ
- ドラゴン、家を買う。（ディアリア）
- バクテン!!（美里良夜）
- ヴァニタスの手記（2021年 - 2022年、ノエ） - 2シリーズ
- プラチナエンド（2021年 - 2022年、生流奏 / メトロポリマン）
- ふしぎ駄菓子屋 銭天堂（2021年 - 2022年、三河謙吾）

2022年
- 東京24区（翠堂コウキ）
- リーマンズクラブ（佐伯蒼汰）
- 異世界美少女受肉おじさんと（シュバルツ・フォン・リヒテンシュタイン・ローエングラム）
- カッコウの許嫁（2022年 - 2025年、海野凪） - 2シリーズ
- 組長娘と世話係（杉原恵）
- BLEACH 千年血戦篇（戸隠李空）
- 4人はそれぞれウソをつく（千代丸）
- 不滅のあなたへ（2022年 - 2023年、ベネット教主領兵 / ハイロ・リッチ）

2023年
- トモちゃんは女の子!（久保田淳一郎）
- ツンデレ悪役令嬢リーゼロッテと実況の遠藤くんと解説の小林さん（遠藤碧人）
- 鬼滅の刃 刀鍛冶の里編（可楽）
- マッシュル-MASHLE-（2023年 - 2024年、ランス・クラウン） - 2シリーズ
- わたしの幸せな結婚（2023年 - 2025年、久堂清霞） - 2シリーズ
- レベル1だけどユニークスキルで最強です（佐藤亮太）
- 白聖女と黒牧師（ローレンス）
- とあるおっさんのVRMMO活動記（アース）
- BEYBLADE X（2023年 - 2025年、仮面Y / 龍宮クロム）
- はめつのおうこく（アドニス）
- MFゴースト（2023年 - 2024年、大谷洋介、男性客） - 2シリーズ
- ゴブリンスレイヤーII（輝ける兜の森人）

2024年
- ようこそ実力至上主義の教室へ 3rd Season（柴田颯）
- SHAMAN KING FLOWERS（アンダーソン）
- ROLY POLY PEOPLES（ライナー）
- 刀剣乱舞 廻 -虚伝 燃ゆる本能寺-（歌仙兼定）
- 喧嘩独学（新庄玲央）
- 黒執事 -寄宿学校編-（リアン・ストーカー）
- 新米オッサン冒険者、最強パーティに死ぬほど鍛えられて無敵になる。（シルヴィスター・エルセルニア）
- この世界は不完全すぎる（ハガ）
- 時々ボソッとロシア語でデレる隣のアーリャさん（2024年 - 2026年、剣崎統也） - 2シリーズ
- 多数欠（霧島輝）
- 歴史に残る悪女になるぞ（シーカー・デューク）
- ネガポジアングラー（躑躅森貴明）
- メカウデ（シニス＆デキス）
- ハイガクラ（滇紅）
- 星降る王国のニナ（ビドー）
- シャングリラ・フロンティア（2024年 - 2025年、モルド）
- ダンダダン（2024年 - 2025年、ジジ〈円城寺仁〉） - 2シリーズ

2025年
- 悪役令嬢転生おじさん（ヴィルジール・ヴィエルジ）
- どうせ、恋してしまうんだ。（冬夜）
- 片田舎のおっさん、剣聖になる（ヘンブリッツ・ドラウト）
- ウィッチウォッチ（マガミケイゴ / 真神圭護）
- 勘違いの工房主〜英雄パーティの元雑用係が、実は戦闘以外がSSSランクだったというよくある話〜（カンス）
- 陰陽廻天 Re:バース（アツナガ）

### 劇場アニメ
2013年
- 劇場版 あの日見た花の名前を僕達はまだ知らない。（客2）
- 劇場版 とある魔術の禁書目録 -エンデュミオンの奇蹟-（男性）

2014年
- イナズマイレブン 超次元ドリームマッチ（瞬木隼人）
- 聖闘士星矢 Legend of Sanctuary（星矢）
- PERSONA3 THE MOVIE #2 Midsummer Knight's Dream（男子生徒B）
- モーレツ宇宙海賊 ABYSS OF HYPERSPACE -亜空の深淵- (敵艦艦長)

2016年
- 君の名は。（高木真太）

2017年
- 劇場版 黒執事 Book of the Atlantic（リアン・ストーカー）
- 虐殺器官（リーランド）
- 劇場版 黒子のバスケ LAST GAME（福井健介）
- 劇場版ポケットモンスター キミにきめた!（ルガルガン）

2018年
- 劇場版マクロスΔ 激情のワルキューレ（ロイド・ブレーム）
- 僕のヒーローアカデミア THE MOVIEシリーズ（2018年 - 2024年、飯田天哉） - 3作品

2019年
- 劇場版 誰ガ為のアルケミスト（ディオス・エルシオン）
- 青春ブタ野郎シリーズ（2019年 - 2023年、梓川咲太） - 3作品

2021年
- 復興応援 政宗ダテニクル 合体版＋（2021年、2代当主 伊達宗村）

2022年
- 銀河英雄伝説 Die Neue These（ダスティ・アッテンボロー） - 2シリーズ
- 特『刀剣乱舞-花丸-』～雪月華～（歌仙兼定） - 3作品
- 劇場版 異世界かるてっと 〜あなざーわーるど〜（岩谷尚文）
- 映画 バクテン!!（美里良夜）
- おそ松さん〜ヒピポ族と輝く果実〜（新カラ松）
- 劇場版ツルネ -はじまりの一射-（小野木海斗）

2024年
- 劇場版ハイキュー!! ゴミ捨て場の決戦（影山飛雄）

### OVA
2012年
- コードギアス 亡国のアキト（2012年 - 2016年、オペレーターA、ヤン・マーネス）
- ナゾトキ姫は名探偵♥（藤崎律可）

2013年
- じょしらく（主人公） - 原作第5巻OAD付き特装版
- 翠星のガルガンティア（レド） - Blu-ray BOX 1特典

2014年
- 翠星のガルガンティア 〜めぐる航路、遥か〜（2014年 - 2015年、レド）
- ファンタジスタ ステラ（森川竜司） - コミックス第8 - 10巻DVD付き限定版

2015年
- ハイキュー!!（2015年 - 2016年、影山飛雄） - コミックス第15・21巻アニメDVD付予約限定版
- ワンパンマン（ジェノス） - コミックス第10巻アニメDVD同梱版

2016年
- ブラッククローバー（マルス）
- 終わりのセラフ（君月士方） - コミックス第11巻アニメDVD同梱版

2017年
- 蒼き雷霆 ガンヴォルト（ガンヴォルト）
- 初恋モンスター（多賀敦史） - 単行本第8巻アニメDVD付き特装版
- ハンドシェイカー EX（ハヤテ）

2018年
- 進撃の巨人 Wall Sina,Goodbye 後編 （ルー ）
- デビルズライン（緒方） - コミックス12巻OAD付限定版

2019年
- 銀河英雄伝説 Die Neue These 星乱（ダスティ・アッテンボロー）
- メカウデ パイロットエピソード（シニス&デキス）

2021年
- 多数欠（入賀煉）

### Webアニメ
2010年代
- Bonjour♪恋味パティスリー（2014年、皐月遼）
- ニンジャスレイヤー フロムアニメイシヨン（2015年、グレネディア）
- ヘタリア The World Twinkle（2015年、モロッシア）
- 政宗ダテニクル（2016年、2代当主伊達宗村）
- ホイッスル!（ボイスリメイク版）（2016年、間宮茂）
- メガトン級ムサシ パイロットフィルム（2016年、雨宮零士）
- 夢王国と眠れる100人の王子様 ショート（2017年、ハルディーン）
- B: The Beginning（2018年、皆月）
- 7SEEDS（2019年 - 2020年、荻原流星） - 2シリーズ

2020年代
- ベイブレードバースト スパーキング（2020年 - 2021年、レーン・ヴァルハラ）
- 魔王城でおやすみ ミニアニメ（2020年、あくましゅうどうし）
- ぶらどらぶ（2021年、岡田）
- 天空侵犯（2021年、大天使）
- コタローは1人暮らし（2022年、亮太）
- カッコウのいいかげん!（2022年、海野凪、魔雅）
- サイバーパンク:エッジランナーズ（2022年、カツオ・タナカ）
- ROLY POLY PEOPLES（2022年 - 2023年、ライナー）
- 伊藤潤二『マニアック』#8 「漂着物」（2023年、弘原海）
- あんさんぶるスターズ!!追憶セレクション（2023年 - 2024年、青葉つむぎ）- 2作品
- 終末のワルキューレII（2023年、始皇帝）
- 冒険大陸 アニアキングダム 伝説のガーディアン編（2024年、アイアン・ブレイズ)
- Fate/Grand Order 藤丸立香はわからない Season2（2024年、斎藤一）

### ゲーム
2012年
- エクストルーパーズ（アイン）
- ブレイブリーデフォルト フライングフェアリー（オーウェン兵士長）
- イケメン王宮◆真夜中のシンデレラ（アラン＝クロフォード）

2013年
- エスカ&ロジーのアトリエ 〜黄昏の空の錬金術士〜（ロジックス・フィクサリオ）
- 月英学園 -kou-（御月雄喜）
- ダンボール戦機ウォーズ（瞬木ハヤト）
- イナズマイレブンGO ギャラクシー ビッグバン/スーパーノヴァ（瞬木隼人）
- 箱庭のフォルクローレ（執事シェルテ）
- ブレイブリーデフォルト フォーザ・シークウェル（オーウェン兵士長）
- マブラヴ オルタネイティヴ トータル・イクリプス（ニコライ・ロゴシュキン）
- マフィアモーレ☆（ロニ）
- 嫁コレ（レド）

2014年
- 蒼き雷霆 ガンヴォルト（2014年 - 2022年、ガンヴォルト） - 4作品
- 王子様のプロポーズ（グレン・J・カシラギ）
- グランブルーファンタジー（2014年 - 2023年、ノア）
- 声カレ〜放課後キミに会いに行く〜（雪村樹）
- 100日間のプリンセス◆もうひとつのイケメン王宮 (アラン＝クロフォード)
- ゴールデンタイム Vivid Memories（柳澤光央）
- 神撃のバハムート（白騎士）
- 翠星のガルガンティア〜キミと届けるメッセージ〜（レド）
- スーパーロボット大戦OGサーガ 魔装機神F COFFIN OF THE END（サキト・アサギ）
- 戦場の円舞曲（パシュ）
- ソードアート・オンライン -ホロウ・フラグメント-
- 相棒（パートナー）は英国男子（エリオット・セシル）
- ハイキュー!!（2014年 - 2016年、影山飛雄） - 2作品
- ヒーローバンク2（桜田セキト）
- ルームシェア素顔のカレ〜Love Days〜（朝比奈大輔）
- 翠星のガルガンティア ONLINE FLEET（レド）
- チェインクロニクル（2014年 - 2019年、ロジー、岩谷尚文）

2015年
- エスカ&ロジーのアトリエ Plus 〜黄昏の空の錬金術士〜（ロジックス・フィクサリオ）
- 終わりのセラフ 運命の始まり（君月士方）
- 終わりのセラフ BLOODY BLADES（君月士方）
- Cafe Cuillere 〜カフェ キュイエール〜（四条涼介）
- 黒子のバスケ 未来へのキズナ（福井健介）
- 源氏恋絵巻（葵の君）
- 黒蝶のサイケデリカ（緋影）
- 里見八犬伝 村雨丸之記（犬江親兵衛）
- シチュエーションカレシ「過保護カレシ」（雅希）
- 忍び、恋うつつ -雪月花恋絵巻-（服部半蔵）
- 絶対階級学園〜Eden with roses and phantasm〜（五十嵐ハル）
- セブンスドラゴンIII code:VFD
- ソフィーのアトリエ 〜不思議な本の錬金術士〜（ロジー〈ロジックス〉）
- 第3次スーパーロボット大戦Z 天獄篇（レド）
- DYNAMIC CHORD feat.KYOHSO（黒谷優）
- DAME×PRINCE（ナレク）
- タワー オブ プリンセス（オズヴァルト）
- デビル メイ クライ 4 スペシャルエディション（ネロ）
- テラフォーマーズ 紅き惑星の激闘（マルコス・エリングラッド・ガルシア）
- 電撃文庫 FIGHTING CLIMAX IGNITION（ヘイヴィア＝ウィンチェル）
- 東京乙女レストラン（紺野正輝）
- 刀剣乱舞 ONLINE（2015年 - 2024年、歌仙兼定）
- ネットハイ（俺氏）
- バンドやろうぜ!（七瀬一真）
- 百華夜光（瑞樹）
- BELIEVER!（勅使河原錬）
- プリンス・オブ・ストライド（堂園志貴、雨森蓮侍）
- POSSESSION MAGENTA（青葉大河）
- 夢王国と眠れる100人の王子様（ハルディーン、パティル）
- LOVE:QUIZ〜恋する乙女のファイナルアンサー〜（ミカゲ）
- ラングリッサー リインカーネーション -転生-（ヴェルナー・ダイム）
- Rear pheles -Red of Another-（六波羅樹）
- 白猫プロジェクト（2015年 -  2021年、レイヴン、アザク）

2016年
- 誰ガ為のアルケミスト（2016年 - 2020年 、ディオス、岩谷尚文）
- あんさんぶるスターズ!（2016年 - 2020年、青葉つむぎ）
- 英雄伝説 暁の軌跡（ナハト・ヴァイス）
- エンドライド-X fragments-（ジェミニ）
- 逢魔が刻 〜かくりよの縁〜（礎奏太）
- ガンダムブレイカー3（ツキミ）
- 機動戦士ガンダム エクストリームバーサス マキシブースト ON（フォント・ボー）
- クイズRPG 魔法使いと黒猫のウィズ（クラヴィル・スティ）
- シチュエーションカレシ「もっと! 過保護カレシ」（雅希）
- 12歳。（2016年 - 2017年、武智慎也） - 2作品
- スターオーシャン5 -Integrity and Faithlessness-（フィデル・カミューズ）
- スターオーシャン:アナムネシス（フィデル・カミューズ）
- 天下統一恋の乱 Love Ballad（2016年 - 2024年、伊達政宗）
- 天穹のアルクルス（リオン・ランパント）
- トラウマ＊トラウム 翠眼の人形（ルカ・レッツェル）
- 灰鷹のサイケデリカ（エルリック）
- VIIDOG CODE-ヴィドッグ・コード-（霧島志狼）
- スクール・オブ・セイヴァーズ 〜聖剣使いの禁呪詠唱ONLINE〜（灰村諸葉）
- フィリスのアトリエ 〜不思議な旅の錬金術士〜（ロジー）
- Blackish House sideA→（宇賀神澪）
- ハイキュー!!ドンピシャマッチ!!（影山飛雄）
- 僕のヒーローアカデミア バトル・フォー・オール（飯田天哉）
- 初恋モンスター 〜まいすいーと・もんすたー〜（多賀敦史）
- マクロスΔスクランブル（ロイド・ブレーム）
- 悠久のティアブレイド -Lost Chronicle-（シュド）
- LOVE☆スクランブル（伊達政宗）
- 文豪とアルケミスト（2016年 - 2023年、中島敦）
- マジシャンズデッド（ロキニオン・アラウド）
- 三国志大戦（孫権、孫桓、関平、呉蘭、曹植、他）

2017年
- キングダム ハーツ HD 2.8 ファイナル チャプター プロローグ（グウラ）
- 双星の陰陽師（斑鳩士門）
- 陰陽師本格幻想 RPG（2017年 - 2022年、首なし、傀儡師（傀儡〈兄さん〉）、夜刀神）
- ポップアップストーリー 魔法の本と聖樹の学園（キリアン・フェゴール）
- 東京喰種 :re invoke（瓜江久生）
- Side Kicks!（チカ）
- DYNAMIC CHORD feat.KYOHSO V edition（YUU）
- 異世界でカフェを開店しました。（レオナルド・ソル・カリエンテ）
- パラノーマルキス -Paranormal Kiss-（新堂世界）
- Blackish House ←sideZ（宇賀神澪）
- リネージュ2 レボリューション (ダークエルフ)
- GOD WARS 〜時をこえて〜（モモタロウ）
- IMPLOSION（ジェイク）
- マジシャンズデッド NEXT ブレイジング（ロキニオン・アラウド）
- セブンズストーリー （2017年 - 2020年、ヴォクス、スタンツ、アディス、岩谷尚文）
- ガンダムバーサス（フォント・ボー） - DLC追加キャラクター
- 忍び、恋うつつ -甘蜜花絵巻-（服部半蔵）
- ハイリゲンシュタットの歌（ルドルフ）
- 悠久のティアブレイド -Fragments of Memory-（シュド）
- OCCULTIC;NINE（橋上サライ）
- SIX SICKS（乾是清）
- CARAVAN STORIES（アルメイダル、岩谷尚文）
- レイヤードストーリーズ ゼロ（フルサワ、ツミギリノヤシャ）
- ワールド オブ ファイナルファンタジー メリメロ（マロック・メルクリウス）
- オトメ勇者（イクサ）

2018年
- LibraryCross∞ -ライブラリークロスインフィニット- （那生、緋影)
- 忍び、恋うつつ -万花彩絵巻-（服部半蔵）
- パズルカフェ（千役龍二）
- 戦場のヴァルキュリア4（フォルセ）
- キングスレイド（カーセル、魔王 カーセル）
- 戦刻ナイトブラッド（石川五右衛門）
- 決戦!平安京（首なし）
- ダッシュ!（ハルト）
- OVERHIT（アッシュ）
- GOD WARS 日本神話大戦（モモタロウ）
- ファンタジーライフオンライン（シロネ）
- 聖闘士星矢ライジングコスモ（ペガサス座・星矢） - 中国版のみ
- 電撃文庫：CROSSING VOID（ヘイヴィア＝ウィンチェル） - 海外向けアプリゲーム
- オンエア!（夜来立夏）
- 殺し屋とストロベリー（イズナ）
- 僕のヒーローアカデミア One's Justice（飯田天哉）
- ピオフィオーレの晩鐘（ダンテ・ファルツォーネ）
- Marvel's SPIDER-MAN（ハリー・オズボーン）
- ブラウンダスト（ジン）
- 軍靴をはいた猫（シェド）
- 歌マクロス スマホDeカルチャー（ロイド・ブレーム）
- LibraryCross∞〜時が来たら、この願いを〜（那生）
- 機動戦士ガンダム エクストリームバーサス2（2018年 - 2025年、フォント・ボー） - 4作品
- プレカトゥスの天秤（イリフジ・シン）
- ドラガリアロスト（ヴィクセル）
- ダイダロス: ジ・アウェイクニング・オブ・ゴールデンジャズ（レオ）
- 囚われのパルマ Refrain（チアキ）
- バハムートラビリンス（ユリウス2世）
- スーパーロボット大戦X-Ω（2018年 - 2019年、スバル・イチノセ、レド）
- シンエンレジスト（ゲラルト）
- ワールドエンドヒーローズ（武居一考）
- アトリエオンライン 〜ブレセイルの錬金術士〜（ロジー）
- Shadowverse（2018年 - 2019年、ナイト、ニンジャエッグ、昏く淀む者・タルタロス、ジェノス、他）

2019年
- キングダム ハーツIII（グウラ）
- ネルケと伝説の錬金術士たち 〜新たな大地のアトリエ〜（ロジックス・フィクサリオ）
- 戯画三国志（劉伯隠）
- グランドサマナーズ（2019年 - 2021年、ベリック、ジェノス、岩谷尚文）
- デビル メイ クライ 5（ネロ）
- 喧嘩番長 乙女 2nd Rumble!!（相楽天馬）
- 十三機兵防衛圏（三浦慶太郎）
- ハローヒーロー: Epic Battle（ハロルド）
- クラッシュフィーバー（岩谷尚文）
- ArkResona -アークレゾナ-（カイ・ロストマン）
- ファイアーエムブレム ヒーローズ（2019年 - 2025年、ディミトリ、エルフィン）
- ピオフィオーレの晩鐘 -ricordo-（ダンテ・ファルツォーネ）
- Circle〜環り逢う世界〜（宇賀神光冴）
- ファイアーエムブレム 風花雪月（ディミトリ＝アレクサンドル＝ブレーダッド）
- TEPPEN（ネロ）
- 英雄伝説 暁の軌跡モバイル（ナハト・ヴァイス）
- Alice Closet（バンダースナッチ）
- ブラッククローバー夢幻の騎士団（ランギルス）
- 三国志大戦M（劉備）
- イースIX -Monstrum NOX-（鷹）
- 幻奏喫茶アンシャンテ（イル・ファド・デ・リエ）
- 東京喰種: re 【CALL to EXIST】（瓜江久生）
- クロス×ロゴス（主人公〈男〉）
- XROSS CHRONICLE（主人公）
- CODE VEIN（ルイ）
- BUSTAFELLOWS（アダム）
- ブラックスター -Theater Starless-（2019年 - 2024年、ギィ）
- 剣が刻（萩嵐雪）
- モンスターストライク（2019年 - 2023年、飯田天哉、六道りんね、出水公平、ジェノス※台湾版のみ、可楽）
- re:コロキュアル（菊池真也）
- 逆転オセロニア（2019年 - 2023年、カートウッド、出水公平）
- MASS FOR THE DEAD（2019年 - 2020年、白餅王、岩谷尚文）

2020年
- ぷよぷよ!!クエスト（2020年 - 2024年、影山飛雄）
- ジョジョのピタパタポップ（サーレー）
- Kick-Flight（カイト）
- この素晴らしい世界に祝福を! ファンタスティックデイズ（2020年 - 2022年、バルター、岩谷尚文）
- ONE PUNCH MAN A HERO NOBODY KNOWS（ジェノス）
- 三国志ヒーローズ（周瑜）
- 僕のヒーローアカデミア One's Justice 2（飯田天哉）
- あんさんぶるスターズ!! Basic / Music（2020年 - 2024年、青葉つむぎ） - 2作品
- 華麗なる宮廷の女たち（直郡王）
- コード:ドラゴンブラッド（シーザー）
- Moon & Star 〜イケメンタレントとマネージャーの物語〜（風見豪）
- ラストクラウディア（2020年 - 2025年 、ローランド、ネロ、若き戦士ネロ、魔人ローランド）
- 流星アサシン・武侠デスティニー（孟星）
- ワールドフリッパー（リーブラム）
- DAIROKU: AYAKASHIMORI（高尾）
- ドラゴンクエストX いばらの巫女と滅びの神 オンライン（オーディス王子）
- 幻想神域2-AURA KINGDOM-（バハムート）
- 京都寺町三条のホームズ〜パズル事件簿〜（家頭清貴）
- Epic Seven-エピックセブン-（不敵のゼラト）
- キャプテン翼 RISE OF NEW CHAMPIONS（カルロス・バーラ）
- 明治活劇 ハイカラ流星組 -成敗しませう、世直し稼業-（咲村賢）
- ピオフィオーレの晩鐘 -Episodio1926-（ダンテ・ファルツォーネ）
- Fate/Grand Order（2020年 - 2024年、斎藤一、デイビット・ゼム・ヴォイド）
- OCTOPATH TRAVELER 大陸の覇者（2022年 - 2024年、スケアクロウ、バルジェロ）
- ONE PUNCH MAN 一撃マジファイト（ジェノス）
- 食物語（松鼠桂魚）
- キャプテン翼〜たたかえドリームチーム〜（ジャン・バティスト・ユーゴー）
- スタースマッシュ
- 三国志名将伝（楽進、関平、鄧艾、司馬昭、馬謖、馬良 他）
- Lost Kiss 〜カレと運命の恋愛〜（上条レイ）
- ETERNAL（レンブラント・リーマー）

2021年
- アークナイツ（2021年 - 2025年、ソーンズ）
- Re:ゼロから始める異世界生活 Lost in Memories（ヴィルヘルム〈青年期〉）
- ゴエティアクロス（岩谷尚文）
- 盾の勇者の成り上がり RERISE（岩谷尚文）
- MAGLAM LORD / マグラムロード（モーヴ）
- キャプテン翼ZERO～決めろ!ミラクルシュート～（カルロス・サンターナ）
- 世界革命RPG ロードオブヒーローズ（2021年 - 2025年、ルイン）
- 魔剣伝説（岩谷尚文）
- ファンタジア・リビルド（土御門春虎）
- 僕のヒーローアカデミア ULTRA IMPACT（飯田天哉）
- ラングリッサー モバイル (ヴェルナー)
- ラグナロクオリジン（バルムント）
- グランドチェイス-次元の追跡者-（ハルペ・ノイア）
- ネコぱら- Catboys Paradise（ローリエ）
- 終末のアーカーシャ（ローラン）
- 未定事件簿（2021年 - 2024年、和泉景）
- スペードの国のアリス 〜Wonderful White World〜（ハンニバル＝ゴールド）
- クッキーラン: キングダム（ミルク味クッキー）
- 恋愛戦国ロマネスク 〜影武者姫は運命をあやなす〜（長宗我部元親）
- ラグナドール 妖しき皇帝と終焉の夜叉姫（鉄鼠）
- 共闘ことばRPG コトダマン（2021年 - 2024年、ロイド・ブレーム、影山飛雄、飯田天哉、ジジ）
- 真・女神転生V（敦田ユヅル）
- 伝説対決 -Arena of Valor-（ジェノス）
- Naraka: Bladepoint（岳山）
- ウインドボーイズ!（辻玲音）
- グランサガ（ラハム、ツバサ）

2022年
- センチメンタルフォトグラフィ（佐久間洸）
- 刀剣乱舞無双（歌仙兼定）
- 殺し屋とストロベリー Plus（イズナ）
- 機動都市X（ウドウ）
- VERSESAVER バースセイバー（レイブランド）
- Food Fantasy -フードファンタジー（真鯛大陸封）
- 神式一閃 カムライトライブ（レイ）
- 英傑大戦 三千世界の波動（吉田稔麿、土方歳三、柿崎景家、他）
- 八月のシンデレラナイン（街雄鳴造）
- 聖剣伝説 ECHOES of MANA（黒檀の騎士）
- m HOLD'EM（岩谷尚文）
- even if TEMPEST 宵闇にかく語りき魔女（ルーシェン・ノイシュバーン）
- ファイアーエムブレム無双 風花雪月（ディミトリ＝アレクサンドル＝ブレーダッド）
- エターナルツリー（ガラハッド、ウルマー）
- 七つの大罪 ～光と闇の交戦～（太陽神フレイ、岩谷尚文）
- 天獄ストラグル -strayside-（東洲斎写楽）
- クァンタムマキ（エース、デミアン）
- ソウルハッカーズ2（アロウ）
- ドラゴンクエストX 目覚めし五つの種族 オフライン（オーディス王子）
- レインボーシックス モバイル（防衛側部隊長）
- プロジェクトセカイ カラフルステージ! feat. 初音ミク（玄武旭）
- テイルズウィーバー：SecondRun（ボリス・ジンネマン）
- シン・クロニクル（フェイラン）
- ＃コンパス 戦闘摂理解析システム（アル・ダハブ＝アルカティア）
- 滄海天記（カズヤ）
- Tower of Fantasy（幻塔）（天琅〈テンラン〉）
- 非人類学園 Extraordinary Ones（申公豹）
- 光と夜の恋（オズボーン）

2023年
- ファイアーエムブレム エンゲージ（ディミトリ） - DLC追加キャラクター
- 魔界戦記ディスガイア7（フジ）
- ポコロンダンジョンズ（ヴィルヘルム・トリアス）
- ハイキュー!! TOUCH THE DREAM（影山飛雄）
- アナザーエデン 時空を超える猫（2023年 - 2024年、ヤクモ）
- パニシング:グレイレイヴン（ノアン）
- 魔界戦記ディスガイアRPG（フジ）
- サマナーズウォー：クロニクル（ジェノス）
- BUSTAFELLOWS season2（アダム、チカ）
- ポケモンマスターズEX（2023年 - 2024年、セキ）
- アヤカシホライズン（阿部野ハル）
- BLUE PROTOCOL（カーヴェイン）
- Undawn（トーマス・ヤン）
- ドラゴンネスト2：エボリューション（バルナ）
- スペードの国のアリス 〜Wonderful Black World〜（ハンニバル＝ゴールド）
- レスレリアーナのアトリエ 〜忘れられた錬金術と極夜の解放者〜（2023年 - 2024年、ロジー）
- 僕のヒーローアカデミア ULTRA RUMBLE（飯田天哉）
- リアセカイ（男性主人公〈ナルミ〉）
- Marvel's Spider-Man 2（ハリー・オズボーン）
- even if TEMPEST 連なるときの暁（ルーシェン・ノイシュバーン）
- STAR OCEAN THE SECOND STORY R（フィデル・カミューズ）
- ハリー・ポッター:魔法の覚醒（スリザリン生） - 追加ボイスパック
- マジシャンズデッド 〜Force of the Soul〜（ロキニオン・アラウド）

2024年
- エルドラクラウン 悠久のラビリンス（岩谷尚文）
- One Punch Man World（ジェノス）
- マクロス -Shooting Insight-（ロイド・ブレーム）
- チョコットランド（岩谷尚文）
- 三国極戦（馬超）
- ハイキュー!! FLY HIGH（影山飛雄）
- 百英雄伝（クルツ）
- 青山オペレッタ（千木琉雅）
- 真・女神転生V Vengeance（敦田ユヅル）
- 九魂の久遠（雷獣ガンヴォルト）
- FINAL FANTASY XIV 黄金のレガシー（コーナ）- DLC拡張パッケージ
- 魔界戦記ディスガイア7 これまでの全部入りはじめました。（フジ）
- オンエア！ for Nintendo Switch（夜来立夏）
- 銀河英雄伝説 Die Neue Saga（ダスティ・アッテンボロー）
- カルドアンシェル（GV、竜騎士シャドウニール、エニアック・ノイマン）
- ロマンシング サガ2 リベンジオブザセブン（スービエ）
- ベイブレードエックス XONE（龍宮クロム）
- アッシュエコーズ（ロー）
- バンバンヒーロー：社畜の逆襲 (スコット）
- フォートレスサガ（ジェノス）
- even if TEMPEST 宵闇にかく語りき魔女 追加DLC（2024年 - 2025年、ルーシェン・ノイシュバーン）

2025年
- パズル&ドラゴンズ（影山飛雄）
- マッシュル-MASHLE-マッスルパズル（ランス・クラウン）
- OVER REQUIEMZ（モリィ・ウッドランド）
- ファンタジーライフi グルグルの竜と時をぬすむ少女（シロネ）
- ブレイブリーデフォルト フライングフェアリー HDリマスター（オーウェン兵士長）
- 俺だけレベルアップな件：ARISE（レナート・ニールマン）
- Side Kicks! beyond（チカ、アダム）
- Switching Journey 〜三人の魔法使いとふしぎな手帖〜（青葉つむぎ）
- 悠久のティアブレイド for Nintendo Switch（シュド）
- DIG-ROCK -Documentary of Youthful Sounds-（時任黒乃）
- Blackish House sideA→ -Retour- Nintendo Switch（宇賀神澪）

2026年
- ハンサムロンダリング -the mystic lover-（日向野駿）

時期未定
- LOST ORDER（ブレイズ・ロウ）
- Dies irae PANTHEON（主人公）
- コードジェム（弓削時矢）
- L'abysse Project（ジュリアン）
- UN:LOGICAL（宗像戒）
- エターナルツリー：新生（ガラハッド、ウルマー）

### ドラマCD
2010年
- アリアンロッド・サガ ファンブック2（バルムンクB）
- わたしに××しなさい!（男子A）

2011年
- やはり俺の青春ラブコメはまちがっている。（店員）※小説第3巻ドラマCD付き特装版

2012年
- なれる!SE（桜坂工兵）

2013年
- いますぐお兄ちゃんに誰か一人を選んでっていいたい!
- 俺がお嬢様学校に「庶民サンプル」として拉致られた件（神楽坂公人）※小説第5巻・第7巻ドラマCD付き特装版
- かくれんぼ（男性CV）
- 翠星のガルガンティア（2013年 - 2021年、レド）
  - 謝肉祭〜夕餉〜
  - 翠星のガルガンティアBlu-rayBOX特典ドラマCD BOX1 - BOX3
  - チェインバー支援啓発室メルティのおねがい篇※Complete Blu-ray BOX Amazon特典

- 有頂天家族「冬の女神と毛玉たち」（大学生（安藤/アンドレイ））※TVアニメ有頂天家族DVD/Blu-ray第1巻特典
- RDG レッドデータガール はじめての肝試し<前編><後編>（宗田真夏）※Blu-ray/DVD第4・5巻特典

2014年
- 凪のあすから Blu-ray&DVD第2・8巻特典ドラマCD（木原紡）
- YES×NO2（嶺一誠）
- COLORFUL5の日常（日野原奏）
  - COLORFUL5の文化祭
  - COLORFUL5の結成秘話

- GANGSTA.I - II、IV（2014年 - 2015年、コーディ）
- ゴールデンタイム ドラマCD（柳澤光央）
- 聖剣使いの禁呪詠唱（2014年 - 2015年、灰村諸葉）
  - 小説第6巻ドラマCD付き限定特装版
  - 小説第11巻ドラマCD付き限定特装版

- 戦国IXA  ドラマCD -絆- 其の弐（本多忠勝）
- 戦場の円舞曲（パシュ）
  - オリジナルサウンドトラック-Deluxe Edition- ドラマCD「僕達のおしごと図鑑」
  - 戦場の円舞曲 予約限定・各店舗特典ドラマCD

- DYNAMIC CHORD（2014年 - 2025年、YUU/黒谷優）
  - vocalCDシリーズ vol.3 KYOHSO
  - feat.KYOHSO 「recording camp feat. KYOHSO」「Time of love」※PC版A盤・B盤特典ドラマCD
  - feat.KYOHSO 「have a sweet sexy time with Yuu」※PC版ステラワース特典ドラマCD
  - love U kiss series vol.9 〜YUU〜
  - shuffle CD series vol.1 Rabbit Clan
  - feat.KYOHSO Append Disc「KYOHSO　MANIAC　RADIO」※初回限定特典
  - 「Vacation Trip CD series KYOHSO」「KYOHSO ドラマCD」
  - feat.KYOHSO Vedition「KYOHSO FAN CLUB会員継続特典」※PS Vita版特典ドラマCD
  - feat.KYOHSO Vedition「Which one do you choose Yuu or Shinomune」「Lovers time with Yuu」※PS Vita版ステラワース特典
  - vocalCD series 2nd KYOHSO
  - shuffleCD series 3rd vol.2

- 東京レイヴンズ ドラマCDパック（土御門春虎）
- 新撰組北翔伝 晨星落落 第一巻（斎藤一）
- 相棒（パートナー）は英国男子 〜君とディナーを〜（エリオット・セシル）
- 初恋モンスター（2014年 - 2016年、多賀敦史）
  - コミックス第3巻 - 6巻ドラマCD付き特装版
  - 初恋モンスタードラマCD
  - 俺があいつでアイツが俺で※Blu-ray/DVD3巻特典

- Honeymoon vol.17 真壁圭吾（真壁圭吾）
- 日々蝶々（後平）※マーガレット2014年24号・2015年1号付録
- CD付き プリトレ〜王子様の育て方〜（ストーン王子）※ドラマCD付きコミックス
- マフィアズ・ブラッドvol.5 〜捜査官ジェイルの二つの抱擁〜（ジェイル）
- 黒子のバスケ SPECIAL CD feat.紫原 敦（福井健介）※2nd SEASON 第9巻特典
- Rear pheles（2014年 - 2015年、六波羅樹）
  - Rear pheles -Rost memory- Vol.1
  - Rear pheles -Red of Another-「HAPPY BIRTHDAY」※初回特典
  - Rear pheles -Red of Another- オリジナルドラマCD「文化祭」※アニメイト予約特典

- ハイキュー!!（2014年 - 2020年、影山飛雄）
  - ハイキュー!!コミックス第9巻ドラマCD同梱版
  - TVアニメ1期Blu-ray&DVD1 - 3巻、6 - 7巻各特典ドラマＣＤ
  - TVアニメ2期Blu-ray&DVD3巻特典ドラマCD
  - TVアニメ4期Blu-ray&DVD1 - 3巻連動購入特典ドラマCD

2015年
- 里見八犬伝～村雨丸之記～豪華版・店舗特典ドラマCD（犬江親兵衛）
- 黒蝶のサイケデリカ（緋影）
  - キャラクターCD Vol.1 緋影-ヒカゲ-
  - 黒蝶のサイケデリカ 予約限定・各店舗特典ドラマCD

- 絶対階級学園（五十嵐ハル）
  - 絶対階級学園 五十嵐ハル篇「イワシの頭の魔法陣]
  - 絶対階級学園 〜Eden with roses and phantasm〜 初回限定・各店舗特典ドラマCD

- 百華夜光 限定版・各店舗予約特典ドラマCD（瑞樹）
- 蒼き雷霆ガンヴォルト 平穏への憧憬（ガンヴォルト）※ボイスドラマキャスト
- POSSESSION MAGENTA（2015年 - 2016年、青葉大河）
  - 予約限定・各店舗特典ドラマCD
  - POSSESSION MAGENTA ドラマCD Vol.1 - 3

- 煉獄に笑う（2015年 - 2017年、石田佐吉）※コミックス第3・4・5・7巻ドラマCD付き初回限定版
- 終わりのセラフ「池袋吸血鬼狩り編」（君月士方)※BD/DVD第1巻先着特典
- 忍び、恋うつつ（2015年 - 2017年、服部半蔵）
  - 忍び、恋うつつ-雪月花恋絵巻- 予約限定・各店舗特典ドラマCD
  - 忍び、恋うつつ-甘蜜花絵巻- 予約限定・各店舗特典ドラマCD

- 源氏恋絵巻 朧月夜の撮影現場を公開!!紫・葵とアドリブ合戦!?（葵の君）※予約特典
- 高嶺と花（高嶺の先輩）※2015年19号付録「耳で恋するドラマCD」
- 泥沼恋愛（篁陽介）
- Majestical cr[L]own（エリオット）
  - Majestical cr[L]own Lesson1 エリオット
  - Lesson XXX〜パートナーの座は譲らない〜 ※アニメイト全巻購入特典

- 黒崎くんの言いなりになんてならない（黒崎晴人）※コミックス第5巻ドラマCD付特装版
- 夢王国と眠れる100人の王子様（2015年 - 2018年）
  - 夢王国と眠れる100人の王子様 秋のお茶見聞録〜紅茶の国の王子様達〜（ハルディーン）
  - 夢王国と眠れる100人の王子様 〜春の旅行は嵐のように…〜（パティル）

- 龍の契（御龍蒼）
  - 龍の契 〜赤と青の亀裂〜
  - みんなでワイワイお花見CD※シリーズ全巻購入特典

- ワンパンマン（2015年 - 2020年、ジェノス）
  - ワンパンマン第9巻同梱版ドラマCD
  - マジCD DRAMA & SONG VOL.01 - VOL.04
  - アニメ1期Blu-ray&DVD1・2・6巻特典ドラマCD
  - アニメ1期Blu-ray/DVDAmazon全巻購入特典ドラマCD
  - アニメ2期Blu-ray&DVD3巻 - 6巻特典ドラマCD

- BELIEVER! -真のエピローグ-（勅使河原錬）※先着購入特典
- ネットハイ店舗特典ドラマCD「非リアのススメ」（俺氏）※アニメイト特典
- LOVE:QUIZ〜恋する乙女のファイナルアンサー〜「王様のおおせのままに」（ミカゲ）※豪華版特典

2016年
- イケメン王宮◆真夜中のシンデレラ シチュエーションドラマCD（アラン）
- Cafe Cuillere 〜カフェ キュイエール〜（2016年 - 2018年、四条涼介）
  - ドラマCDシリーズ Premier souvenirs I 〜景太&涼介〜
  - vita版特典ドラマCD「カフェキュイハーレム」※初回限定特典
  - vita版特典シチュエーションCD「嫉妬中」「寄り道」「おやすみ」「着替え」※各店舗特典

- Theatrium 虚像の庭（近衛千郷）
  - escapeⅥ 近衛千郷
  - クロ子の部屋より愛を込めて～デンゲキ編～※アニメイト全巻購入特典

- スターオーシャン5 -Integrity and Faithlessness-（フィデル・カミューズ）
- 大正浪漫〜禁断の恋〜 Vol.6 詩人の彼（折原凛太郎）
  - ドラマCD「日々」「親子」「二人」※各店舗特典

- ふたり、温めあうCD「春告と雪息子」（2016年 - 2018年、セイジ）
  - 第一章 セイジ
  - 雪息子と行く、はじめての海水浴※アニメイト特典
  - 春告と雪息子 第一章 上巻 - 下巻

- 逢魔が刻 〜かくりよの縁〜 予約限定・各店舗特典ドラマCD（礎奏太）
- Blackish House（宇賀神澪）
  - Blackish House alone with U series Vol.1 〜Rei〜
  - Blackish House sideA→ 初回限定・各店舗特典ドラマCD

- 僕のヒーローアカデミア（2016年 - 2020年、飯田天哉）
  - コミックス第7巻ドラマCD同梱版
  - Blu-ray&DVD特典ドラマCD

- バンドやろうぜ!（2016年 - 2020年、七瀬一真）
  - 「Storm flight!」/Fairy April※ドラマパートキャスト
  - デュエル・ギグ!vol.1、vol.3 -Fairy April EDITION-※ドラマパートキャスト
  - デュエル・ギグ!vol.2  -OSIRIS EDITION-※ドラマパートキャスト
  - Drama CD「Original Story」 Vol.1 - Vol.4

- My Sweet Hubby（小日向耀）
  - My Sweet Hubby vol.1 小日向耀
  - 新婚さんおいでませ! 〜嫁が世界一かわいいことを全国放送でのろけるCD〜※全巻購入特典

- REZZ「告白ロック・ユー」（蒼汰）
- 悠久のティアブレイド（2016年 - 2017年、シュド） 
  - 悠久のティアブレイド予約限定・各店舗特典ドラマCD
  - 悠久のティアブレイド -Lost Chronicle- ドラマCD Happy Birthday [EVE]

- DVDバッテリーvol.3 限定版特典オーディオドラマCD①（東谷啓太）

2017年
- OCCULTIC;NINE（橋上サライ）
  - 九ツ怪談 Site04-06：橋上サライ・澄風桐子・西園梨々花※Blu-ray&DVD4巻特典
  - 世界って孤独なんだよね※限定版特典

- おはようからおやすみまで 第3弾 幼なじみの恋 〜君と手を繋いで〜（小山内ミノル）
- くじ引き特賞：無双ハーレム権（結城カケル）
- Corpse†Heart（ネス）
  - 5th Night ネス
  - アンデッドクエスト〜幻の花〜※全巻購入特典

- DAME×PRINCE（2017年 - 2018年、ナレク）
  - キャラクターCDシリーズ リュゼ、リオット※ミニドラマキャスト
  - ダメプリANIMECARAVAN 「ダメプリアニメ1話鑑賞歓談会」「ダメプリアニメ７話鑑賞歓談会」※BD＆DVDパッケージ上・下巻特典

- Side Kicks! 予約限定・各店舗予約特典ドラマCD（チカ）
- 双子の魔法使いリコとグリ（2017年 - 2018年、リーゼ）
  - スィートドラマ1 - 2 
  - 双子の魔法使いリコとグリソロシリーズ　ディア「SWEETEST STORY」※ミニドラマキャスト

- 最後ノ一秒マデ、アナタノ心臓ヲ高鳴ラセ続ケルCD RUNLIMIT（片桐連）
  - CASE1 片桐 連
  - ～コノ施設カラ脱走セヨ　破壊組編～※アニメガ全巻購入特典

- ドラマCD SERVAMP-サーヴァンプ- 吸血鬼だらけの日曜日（露木修平）
- ナナマルサンバツ DVD&Blu-ray特典CD VOL.2、VOL.6（2017年 - 2018年、御来屋千智）
- トラウマ＊トラウム 〜翠眼の人形〜 サウンドトラック（ルカ・レッツェル）※Disk2ドラマCD

2018年
- ゆめだん（東山真人）
  - First Night
  - DANGEROUS☆イケメン鬼ごっこ※アニメイト全巻購入特典

- 今、隣のキミに恋をする。CASE1 一ノ瀬 司（一ノ瀬司）
- 乙女ゲーム六周目、オートモードが切れました。（ケイト）
- 俺様レジデンス（2018年 - 2020年、有栖川三織）
  - ―有栖川 VS 西園寺― Side：有栖川
  - ―有栖川 VS 西園寺― 有栖川三織
  - CRAZY×ALIVE!! Side：CRAZY、Side：ALIVE
  - ―LOVE or FATE― Drama1 - Drama4

- 午前0時、キスしに来てよ ※コミックス第9巻ドラマCD付き特装版（中条充希）
- 魔導師は平凡を望む 〜愛しき日々をイルフェナで〜（クラウス）
- おかしな転生（ビターテイスト）
- 妖怪学校の先生はじめました! 第1巻 - 第2巻（2018年 - 2021年、佐野命）
- 宇宙戦艦ティラミス コズミック☆ミツオカの銀河☆ぎんぎん☆ラジオ（スバル・イチノセ）※Blu-ray&DVD上巻特典
- 天堂家物語（天堂雅人）※LaLa 2018年10月号付録ドラマCD
- 殺し屋とストロベリー（2018年 - 2019年、イヅナ）
  - 殺し屋とストロベリー 予約限定・各店舗特典ドラマCD 
  - 1st Anniversary Set※オフィシャルブック&ドラマCDセット

- 軍靴をはいた猫「一颯様の小冒険」（シェド）※PC版アニメイト特典
- ピオフィオーレの晩鐘（2018年 - 2021年、ダンテ・ファルツォーネ）
  - ピオフィオーレの晩鐘 予約限定・各店舗特典ドラマCD
  - ドラマCD 〜Mascherata di mezzanotte〜
  - ピオフィオーレの晩鐘-ricordo- 予約限定・各店舗特典ドラマCD
  - ドラマCD ～Grazie di cuore～
  - ピオフィオーレの晩鐘-Episodio1926- 予約限定・各店舗特典ドラマCD
  - Character Drama CD Vol.6
  - ドラマCD Burlone Project ※キャラクターCD全巻購入特典

2019年
- AD-Fresh Channel.1 - Channel.2（2019年 - 2020年、しま/鹿島広臣）
- クラシカル・クロニクル ドラマCD【神聖ローマの休日】（アントニオ・サリエリ）
- 喧嘩番長 乙女 2nd Rumble!! 予約限定・各店舗特典ドラマCD（相楽天馬）
- 青春ブタ野郎シリーズ（2019年 - 2024年、梓川咲太）
  - 初恋少女の夢を見ない
  - 青春ブタ野郎はキャットファイトの夢を見ない
  - 青春ブタ野郎は迷えるシンガーの夢を見ない
  - 青春ブタ野郎はハニートーストの夢を見ない
  - 青春ブタ野郎はイースターバニーの夢を見ない
  - 青春ブタ野郎はスイートタイムの夢を見ない
  - 青春ブタ野郎はビーチクイーンの夢を見ない
  - 青春ブタ野郎はバースデープレゼントの夢を見ない
  - 青春ブタ野郎はバイトタイムの夢を見ない
  - 青春ブタ野郎は双葉先生の夢を見ない
  - 青春ブタ野郎はスイートバレットの夢を見ない
  - 青春ブタ野郎はデータサイエンスの夢を見ない

- GETUP! GETLIVE!（2019年 - 2021年、大野虎之助）
  - GETUP! GETLIVE! Steam Rising
  - GETUP! GETLIVE! For seasoning

- はにかむハニー（熊谷くん）※コミックス第7巻ドラマCD付き特別版
- DIG-ROCK（2019年 - 2023年、時任黒乃）
  - RUBIA Leopard Vol.1 - Vol.3
  - -BREAK TIME- Type：RL
  - -DUEL FES- Type：IC、Type：RL、Vol.3
  - -Red- Type：RL
  - -dice- Type：RL、Type：RL×HR
  - -BREAK TIME in NY- Type：IC、Type：RL
  - -alive- Type：RL
  - -signal- vol.3 Type：RL、Type：IC、special
  - -BREAK TIME 3rd Season- Type:RL

- 槍の勇者のやり直し（岩谷尚文）※コミックス第5巻ドラマCD付特装版
- 胡蝶綺 〜若き信長〜「胡蝶綺小噺」 Vol.2 - vol.3（織田信勝）※Blu-ray&DVD2・3巻特典
- 幻奏喫茶アンシャンテ 予約限定・各店舗特典ドラマCD（イル・ファド・デ・リエ）
- number24ドラマCD1、3（2019年 - 2020年、本郷主鷹）

2020年
- 組長娘と世話係（2020年 - 2024年、杉原恵）※コミックス第3、13巻ドラマCD付き限定版
- 囚われのパルマ Refrain COMPLETE EDITION シチュエーションCD（チアキ）
- In Between〜迷わず、彷徨う者〜 Part1 -  Part2（2020年 - 2021年、御陰一希）
- 天歌奏流-TENKASOUL- 美濃動乱編 壱 - 参（明日葉和臣）
- ファイアーエムブレム エクストラドラマCD 風花雪月 〜士官学校 探索奇譚〜（ディミトリ）
- Re◆CARAT Vol.2（天海紀）
- PERFECTION NOISE（2020年 - 2021年、向坂秋人）
  - PERFECTION NOISE Episode.0
  - PERFECTION NOISE Vol.3
  - Episode.0、Vol.2 - 4特典CD※店舗特典

- 明治活劇ハイカラ流星組－成敗しませう、世直し稼業－予約限定・各店舗特典ドラマCD（咲村賢）
- 青い春の音がきこえる 第1巻 - 第4巻（2020年 - 2021年、東山絢人）

2021年
- 王の獣（2021年 - 2023年、天耀）
  - Cheese!2021年12月号付録ドラマCD
  - Cheese!2022年8月号付録ドラマCD
  - Cheese!2023年9月号付録ドラマCD

- 新・オフィス遊佐浩二 Vol.1（伊東六郎）
- 蜘蛛ですが、なにか?（ユーゴー）※小説第14巻ドラマCD付き特装版
- 朗読喫茶 噺の籠〜あらすじで聴く文学全集〜 5巻「蒲団/春琴抄/こころ」 
- 文豪とアルケミスト 朗読CD 第13弾 - 第15弾（中島敦） 
- 2.43清陰高校男子バレー部 （三村統）
  - 「犬とキリンのヒストリー」※Blu-ray&DVD上巻特典
  - 「福蜂バレー部室の秘密」「英雄のいちごタルト」※Blu-ray&DVD下巻特典

- スペードの国のアリス 「一触即発!?カジノで全員集合!」（ ハンニバル＝ゴールド）※限定版特典
- バクテン!!「映ってる!」（美里良夜）※Blu-rayDiscBOX/DVDBOX第3巻特典
- ヴァニタスの手記 オリジナルドラマ Vol.1 - 2（2021年 - 2022年、ノエ）※Blu-ray/DVD1・4巻特典  

2022年
- Night owl（ナイトオウル）Day1、Day3（風宮零）
- 刀剣乱舞無双（歌仙兼定） 
  - 語られなかった三種の調べ-はじまり・はざま・しじま- ※豪華版特典
  - 胡蝶の歌 イメージ・ボーカルアルバム 

- 東京24区「Itadaki Red Light」（翠堂コウキ）※Blu-ray&DVD第1巻限定版特典
- 新しいゲーム始めました。〜使命もないのに最強です?〜ドラマCD 1、Ver.2.0 - 3.0（2022年 - 2024年、ペテロ）
- 魔王軍の参謀さんと勇者パーティーの賢者さんが幼馴染みだったりする世界～ルームシェア1周年記念～ (クラッド)
- 天獄ストラグル -strayside-（2022年 - 2024年、東洲斎写楽）
  - 予約限定・各店舗特典ドラマCD 
  - ドラマCD～人生最初のハッピーバースデー～
  - ドラマCD～俺達の旅行計画～

- ディア♥ヴォーカリスト （シモン）
  - Unlimited ENTRY No.3  篝火）
  - 不死鳥

- ツンデレ悪役令嬢リーゼロッテと実況の遠藤くんと解説の小林さん（遠藤碧人）※コミックス第5巻ドラマCD付き特装版
- INDIVIate（高良岳）
  - ドラマCD Indiviate
  - 特典ドラマCD「ランチタイムにて」「懇親会での出来事」「ある日の第一営業部」※ビジュアルブック「ハート」「シェア」「セーブ」各特典

- オンエア!Unit Episode CD vol.3 -Re:Fly&エメ☆カレ-（夜来立夏）
- 総理倶楽部 声劇円盤～歌曲を添えて～ 1 - 4（2022年 - 2023年、メガネさん）
- 滄海天記 限定・予約特典、店舗特典ドラマCD（カズヤ）

2023年
- BATTLE OF TOKYO TIME 4 Jr.EXILE ☆Taku Takahashi 超東京マカイゾウRemix EP（LUPUS）
- ハンサムロンダリング（日向野駿）
  - case.2 - 3
  - オムニバスストーリー 槙尾&駿編 ※アニメイト全巻購入特典

- BUSTAFELLOWS season2 ドラマCD「All our love on your birthday」（アダム）※デラックスエディション特典
- スペードの国のアリス 〜Wonderful Black World〜 限定・予約特典、店舗特典ドラマCD（ハンニバル＝ゴールド）
- マッシュル-MASHLE- オリジナルドラマ『もっもったろう』（キジ〈ランス・クラウン〉）※Blu-ray＆DVD第3巻特典

2024年
- バッドエンド目前のヒロインに転生した私、今世では恋愛するつもりがチートな兄が離してくれません!?1 - 2（2024年 - 2025年、吉田〈マクシミリアン・スタイナー〉）
- LILIUM CONVIVIUM 2nd Bloody Christmas（巫ルル）
- ヒプノシスマイク「.Bad Ass Temple」(五代儀風凛)※ドラマパート

2025年
- 口の悪い男子校マネージャーのサポート力が凄すぎる（蓮見）

### ラジオドラマ
※はWebラジオ番組。
- AKIBA'S TRIP（2011年※、男1）
- シンクロ・ニティ（2016年※、榊アスマ[774]）
- 多数決ドラマ『青春ブタ野郎はバニーガール先輩の夢を見ない with さくら荘のペットな彼女』（2016年※、梓川咲太）

### オーディオドラマ
- 朗読劇『予言者育成学園 Fortune Tellers Academy』（2016年、レンヤ[775]）
- 31番目のお妃様（2020年 - 2023年、マクロン）
  - 小説第5巻特典QRコード&コミック2巻特典QRコード オーディオドラマ[776]
  - mimicle original ボイスドラマ『31番目のお妃様～3度目は甘くとろける～』[777]
- ボイスドラマ『天堂家物語』（2021年、天堂雅人）
  - 雅人VSらん 双六対決!※LaLa 2021年11月号付録シリアルコード[778]
  - らんが見た悪夢※LaLaDX 2021年11月号付録シリアルコード[779]
  - らんと雅人のマッサージ※10巻特典帯添付二次元バーコード[780]
- ボイスドラマ『怒れる獅子と身代わり花嫁』（2023年、オースティン・エリクソン[781]）
- オーディオドラマ『歴史に残る悪女になるぞ』（2024年、シーカー・デューク[782]）
- ボイスドラマ『天下統一恋の乱 Love Ballad』（2024年、伊達政宗[783]）

### デジタルコミック
- 31番目のお妃様（2020年、マクロン[776]）
- 学生服の回収屋（2021年、三門ミコト[784]）
- 王の獣（2021年、天耀[785][786]）
- 黒崎さんの一途な愛がとまらない（2022年、黒崎絢人[787][788]）
- デブとラブと過ちと!（2022年、結城圭介[789]）
- 三日月まおは♂♀をえらべない（2022年、真中流星[790]）
- お手、かみついて、キス。（2022年、幸村志季[791]）
- 京都寺町三条のホームズ（2022年、家頭清貴[792]）
- 離婚予定の契約婚なのに、冷酷公爵様に執着されています（2024年、ダリウス[793]）
- スライム聖女（2024年、ウィル[794]）
- イケメンな筋トレマシン ～ワークアウトプリンス～（2025年、マシン男子[795]）
- 落ちこぼれエルフが召喚したのは保険外交員でした。（2025年、一堂青悟[796]）

### 吹き替え

#### 映画
- ザ・ゲスト（2015年、ルーク・ピーターソン〈ブレンダン・マイヤー〉）
- スティールワールド（2015年、ショーン・フリン〈カラン・マッコーリフ〉）
- リベリオン ワルシャワ大攻防戦（2015年、ステファン〈ジョセフ・パウロウスキー〉）
- ザ・スイッチ（2017年、ジャック・マロイ〈ジェイコブ・バートランド〉）
- ブレイク・ビーターズ（2017年、ソ連のブレイクダンサー[797]）
- 弁護人（2017年、パク・ジヌ〈イム・シワン〉）
- アフターパーティー（2018年、ジェフ〈ハリソン・ホルツァー〉）
- ヴァレリアン 千の惑星の救世主（2018年、ネザ軍曹〈クリス・ウー〉[798]）
- パシフィック・リム: アップライジング（2018年、イリヤ〈リーバイ・ミードン〉[799]）
- フライトナイト（2019年、チャーリー・ブリュースター〈ウィリアム・ラグズデール〉）※UHD BD版
- 名探偵ピカチュウ（2019年、DJ〈ディプロ〉[800]）
- 僕のワンダフル・ジャーニー（2019年、トレント〈ヘンリー・ラウ〉[801]）
- ホーム・アローン3（2019年、スタン・プルイット〈セス・スミス〉[802]）※日本テレビ版
- エターナルズ（2021年、エロス〈ハリー・スタイルズ〉[803]）
- チップとデールの大作戦 レスキュー・レンジャーズ（2022年、チップ[804]）
- 友情にSOS（2022年、カルロス〈セバスチャン・チャコン〉）
- ムーンフォール（2022年、ソニー・ハーパー〈チャーリー・プラマー〉[805]）
- セント・エルモス・ファイアー（2022年、アレック〈ジャド・ネルソン〉[806]）※ザ・シネマ新録版
- グランツーリスモ（2023年、ニコラス〈ヨシャ・ストラドフスキー〉[807]）
- アイデア・オブ・ユー 〜大人の愛が叶うまで〜（2024年、ヘイズ・キャンベル〈ニコラス・ガリツィン〉）
- エイリアン:ロムルス（2024年、タイラー〈アーチー・ルノー〉[808]）

#### ドラマ
- スーパーナチュラル シーズン9#10（2015年）
- 私の残念な彼氏（2015年、マンス〈イ・ヨンジュ〉）
- ARROW/アロー シーズン5（2016年、ローリー・レーガン / ラグマン〈ジョー・ディニコル〉）
- 陳情令（2022年、暁星塵〈宋継揚〉[809]）
- アンナラスマナラ -魔法の旋律-（2022年、ナ・イルドゥン〈ファン・イニョプ〉[810]）
- ピーキー・ブラインダーズ シーズン6（2022年、デューク〈コンラッド・カーン〉）
- 赤い袖先（2023年、イ・サン〈ジュノ〉[811]）
- ギャップ・ザ・シリーズ（2024年、フーン〈スパポン・ウドムケーオカンチャナー〉[812]）

#### アニメ
- 白蛇: 縁起（2021年、小道士[813]）
- 万聖街（2022年 - 2023年、リン[814]）
- 魔道祖師 完結編（2023年、曉星塵[815]）

### ラジオ
※はインターネット配信。
- TVアニメ「ゴールデンタイム」Webラジオ 慎・界人のふぁうふぁうタイム（2013年 - 2014年[816]、アニメイトTV※）
- レヴラジ〜東京レイヴンズラジオ〜（2013年 - 2014年、音泉[817]※・HiBiKi Radio Station[818]※）
- ありらじ 〜王子育成ラジオ〜（2014年 - 2015年[819]、アニメイトTV※）
- ハイキュー!! 烏野高校放送部!（2014年 - [820]、アニメ公式サイト内※）
- ガルガンティア船団広報局（2014年 - 2015年[821]、funラジオ※）
- ティグルとリムの魔弾ラジオ（2014年 - 2015年[822]、HiBiKi Radio Station※）
- ラジオのRINNE…みたいな?（2015年 - 2016年[823]、HiBiKi Radio Station※）
- ヘヴィーオブジェクト 超大型ラジオ（2015年 - 2016年[824]、HiBiKi Radio Station※）
- 石川界人・中村悠一のスター"ラジ"オーシャン（2016年[825]、超!A&G+※）
- 石川界人のエクステンドラジオ（2016年 - 2023年、[826]、超!A&G+石川界人のとまどいイルカに変更※）
- 石川界人と○○○○のサクラダリセット奉仕ラジオ（2017年[827]、ラジオ大阪※)
- AVA presents 竹内美宥・石川界人のMusic Creative!（2017年[828]、文化放送・超!A&G+※・AG-ON Premium※）
- 石川界人のことがなんとなく大体わかるかもしれないラジオ（2017年[829]、マンガPark※）
- 石川界人のTwitter始めました（初心者）!（2017年[830]、TS ONE UNITED※）
- 斉藤壮馬・石川界人のダメプリ RADIO（2018年、超!A&G+※・dアニメストア※）[831]
- 石川雄馬のYU-KAIな対決（2018年[832]、TS ONE UNITED※）
- 斉藤壮馬・石川界人のダメじゃないラジオ（2018年 - 、超!A&G+※ → QloveR※・dアニメストア※）[833]
- 石川界人・中島ヨシキの10分ダベる?（2019年 - 2020年[834]、マンガPark※）
- 万聖街 1031号室 Radio（2022年 - 2023年[835]、音泉※）

### ラジオCD
- DJCD 終わりのラジオ Vol.1
- DJCD ハイキュー!! 烏野高校放送部! 第1-17巻
- DJCD ワンパンマン 正義執行!マジラジオ! Vol.1、vol.3
- ラジオCD「コンクリート・レボ“レディオ”」Vol.1-2
- ラジオCD「ティグルとリムの魔弾ラジオ」Vol.1-2
- ラジオCD ノイタミナWEBラジオ おまとめフィナーレ
- ラジオCD「ヘヴィーオブジェクト 超大型ラジオ」
- ラジオCD「RADIO TERRAFORMARS アネックス1号航海日誌」Vol.2
- ラジオCD「レヴラジ〜東京レイヴンズラジオ〜」Vol.1-2
- ラジオCD「TVアニメ初恋モンスター「…で、俺のラジオだけど、どうする?」」[836]
- DJCD「ラジオ スカイセンサー」※TVアニメオカルティック・ナインDVD３巻特典（コメンタリー出演）[837]
- DJCD「斉藤壮馬・石川界人のダメプリRADIO」[838]
- DJCD「斉藤壮馬・石川界人のダメじゃないラジオ」第1-2期、第4-9期、11期 ※第3期、第10期はDVD/Blu-ray
- ラジオCD-ROM「ガルガンティア船団広報局 スペシャルラジオCD Part1 - Part2」[839][840]※OVA前編・後編各特典
- ラジオCD「僕のヒーローアカデミア ラジオ オールマイトニッポン」Vol.2、Vol.6[841][842]

### ナレーション
- アニメマシテ（2014年4月8日 - 29日（第1回 - 第4回）、テレビ東京[843]）
- ぼくらはマンガで強くなった〜SPORTS×MANGA〜（2015年6月28日・2016年1月31日・2017年3月31日・11月24日・12月15日、NHK総合[844]）
- 阿修羅少女〜BLOOD-C異聞〜（2017年[845]）
- NHKニュースおはよう日本 【朝ごはんの現場】（2018年9月20日 - 10月15日、NHK総合[846]）
- 3D 能 エクストリーム（2018年11月28日 - 12月2日、東京芸術劇場[847]）
- ナショナルジオグラフィック
  - 美しきアメリカ：南西部編（2019年[848]）
  - 解明！ベスビオ火山大噴火の悲劇（2020年[849]）
  - トト：翡翠色の瞳を持つヒョウ（2023年[850]）
- Switchコラボプラネタリウム 『アストロマジックワールド』(2021年7月1日 - 2022年1月30日・プラネタリウム満天[851]、2022年7月22日 - 8月26日・福岡市科学館[852]、青葉つむぎ）
- V-DIG/ブイディグ!!（2021年10月15日 - 、TVer、毎日放送チャンネル（Youtube）他[853]）
- 言葉にできない、そんな夜。（第1シーズン、2022年4月8日 - 9月23日[854]、第2シーズン、2023年4月4日 - 6月20日[855]、NHK Eテレ）
- バレーボール ネーションズリーグ2022（2022年5月31日 - 7月18日、TBS）[856][857]
- 2022世界バレー PR（2022年、TBS）[858]
- VOLLEYBALL DREAM シーズン1（2023年9月29日、U-NEXT他）[859]

### テレビ番組
※はインターネット配信。
- 福山潤・石川界人 GAMING!（2018年2月24日 - 、日テレプラス）
- 声優と夜あそび（2019年8月[860]・2020年4月 - 2025年3月[861]、ABEMA アニメLIVEチャンネル※）
- VART 声優たちの新たな挑戦 シーズン1 - 2（2019年11月、2021年4月、ANIMAX 他※）[862]
- 痛快TVスカッとジャパン（2021年8月16日 - 2022年3月21日、フジテレビ）神ボイススカッと - 上司役
- 声優が語る怖い話 第弐 - 参幕（2021年 - 、MBSテレビ、YouTubeチャンネル先行配信※）[863]
- eスポPark＠原宿～賢章と界人で〇〇やってみた！～（2021年3月28日、BS12 トゥエルビ）[864]
- 進撃！声優ゲーム小隊!（2021年4月21日 - 2023年3月31日、OPENREC.tv サブスクライブ配信※）[865]
- ファミリー劇場CLUB『声優、書く、語りき SeasonⅡ Vol.3　前編・後編』（2022年、ファミリー劇場CLUB サブスクライブ配信※）[866]
- 声優に丸なげ！(2024年4月4日 - 6月28日、CBCテレビ、BS11、他)[867]
- ホロごえっ!（2024年4月18日 - 、ABEMA アニメLIVEチャンネル※）[868]
- teamOVER!&GAMERS（2024年4月27日 - 2024年8月31日、OPENREC.tv サブスクライブ配信※）[869]

### 映像商品
- オトメイトパーティー2015 - 2018、2022 - 2023（2015年 - 2024年）[870] [871] [872] [873] [874][875]
- MF文庫J×響-HiBiKi Radio Station- 一夜限りのトリプル公録祭り!(2015年)[876]
- 東京乙女レストラン（2015年 - 2016年）シーズン1 Vol.1（映像特典）・Vol.4[877]、シーズン2 Vol.1・2、specialite[878]
- 諏訪部順一のとびだせ!のみ仲間 Vol.2（2015年）[879]
- イベント ノラガミARAGOTO -MATSURIGOTO-（2016年）[880]
- 小野賢章がゆく 旅友 第三弾 〜ゲスト：石川界人&斉藤壮馬篇〜（2016年）[881]
- 森川さんのはっぴーぼーらっきー 第四幕 vol.14（2017年）[882]
- 刀剣乱舞-花丸- スペシャルイベント（2017年 - 2021年）
  - 花丸◎日和![883]
  - 花丸*春一番![884]
- 柿原徹也のひざくりげ（2018年 - 2019年）
  - 〜ひびけ! 戦国名言編〜 Vol.1 武田信玄編
  - DVD発売記念 スペシャルイベント 〜かきくり思い出名言帳〜
- アイドルマスター SideM Five-St@r Party!!（2018年)[885]
- ダメプリANIME CARAVAN 大収穫祭（2018年）[886]
- 梶100!～梶裕貴がやりたい100のこと～セレクション 3巻（2018年）[887]
- 斉藤壮馬の和心を君に 3（2018年）
- AD-LIVE2018 第5巻（石川界人×鳥海浩輔×鈴村健一）（2019年）[888]
- 鳥海浩輔・前野智昭の大人のトリセツ 第2期2巻（2019年）[889]
- Disney 声の王子様 Voice Stars Dream Live 2019（2019年）[890]
- 斉藤壮馬・石川界人のダメじゃないラジオ （2019年 - 2024年）
  - 第3期だけどDVD[891]
  - とりあえずハイボール[892]
  - ゆったりしてく?[893]
  - 第10期だけどBD[894]
  - ダメラジ健康センター[895]
- VART-声優たちの新たな挑戦-（2020年 - 2022年）season1・1巻 - 4巻[896]    、season2・1巻 - 4巻[897]
- GETUP! GETLIVE!（2020年 - 2024年）
  - 2nd LIVE - 5th LIVE[898] [899] [900][901]
  - ネタ-1 GRAND-PRIX 2023[902]
- イベント ピオフィオーレの晩鐘 〜Vacanza Burlone〜（2020年）[903]
- 声優が語る怖い話 第弐幕 - 第三幕（2021年 - 2023年）[904]
- READING MUSEUM
  - デッドロックド・ディティクティヴズ〜百万探偵都市の史上最悪密室〜（2021年）[905]
  - デッドロックド・デリヴァリーズ〜百万探偵都市の殺人宅配〜（2022年）[906]

### テレビドラマ
- ボク、運命の人です。#6（2017年5月20日、日本テレビ）晴子の元カレ（※声のみ）
- 異世界コント番組「続・猿以外の惑星」（2019年9月8日、NHK BSプレミアム）ニワトリ (※声のみ)[907]
- ドラマ×マンガ「センゴク〜大失敗したリーダーの大逆転〜」（2022年3月30日、NHK BS4K・2022年5月13日、NHK BSプレミアム）仙石権兵衛（※声のみ）[908]

### 舞台
- Kiramune Presents リーディングライブ『5コントローラーズ+1』（2014年10月26日）[909]
- 声の優れた俳優によるドラマリーディング[910]
  - 日本文学名作選　第四弾『三四郎／門』（2017年5月3日、19:00開演回[911]）
  - 日本文学名作選　第五弾『銀河鉄道の夜』（2017年10月20日、19:00開演回[912]）
  - 日本文学名作選　第六弾『舞姫事件－鴎外輪舞曲－』（2018年4月14日、2公演[913]）
  - 海外文学名作選　第一弾『ハムレット』（2019年2月2日、19:00開演回[914]）
- 砂岡事務所プロデュース『独立記念日』（2017年8月12日、2公演[915]）
- 朗読で描く海外名作シリーズ 音楽朗読劇
  - 『ジキル VS ハイド』（2018年3月23日[916]・2019年11月30日[917]、ジキル博士／ハイド氏 役）
  - 『シラノ』（2018年8月10日、シラノ 役[918]）
  - 『オペラ座の怪人』（2020年9月5日(13時公演) オペラ座の怪人 役、(18時30分公演)ラウル・ド・シャニィ子爵 役)[919]
- AD-LIVE 2018（2018年10月6日）
- 声優朗読劇 フォアレーゼン
  - （2018年10月28日、チェンバロ/後輩ネコ 役[920]、11月25日、オスネコ 役[921]、2019年2月17日、ネコ 役[922]）
  - 『天正遣欧少年使節 in メタバース』（2025年9月28日、iichiko総合文化センター）
- 恋を読む『逃げるは恥だが役に立つ』（2019年、風見涼太 役ヒューリックホール東京・名古屋市芸術創造センター）
- GETUP! GETLIVE!【ゲラゲラ】（大野虎之助 役）
  - 1st LIVE - 5th LIVE!!!!!（2019年5月18日、2020年2月2日・9日、2020年9月27日、2021年11月14日、2022年11月13日）[923][924]
  - はやしま単独LIVE『Loser’ｓ Whining』（2022年6月26日）[925]
- リーディングシアター『ダークアリス』（2019年6月2日）[926]
- 奏劇『ライフ・コンチェルト』 ある教誨師の物語～死刑執行までのカウントダウン（2019年9月1日、語り[927]）
- 朗読劇『おみくじ四兄弟 秋の大冒険はフォーチュンクッキーとともに』（2020年10月11日、雄造 役[928]）
- 声のプロフェショナルが奏でるシェイクスピア　第二弾『マクベス』（2020年11月28日・2公演、マクベス役[929]）
- 新感覚朗読劇 READING MUSEUM
  - 『デッドロックド・ディティクティヴズ〜百万探偵都市の史上最悪密室〜』（2021年5月15日、ナガレ 役[930]）
  - 『デッドロックド・デリヴァリーズ～百万探偵都市の殺人宅配～』（2022年2月6日、クロス 役[931]）
- バーンスタイン 『キャンディード』（2021年3月13日、朗読[932]）
- 朗読劇『わたしの幸せな結婚』（2021年7月10日 - 11日、全4公演、久堂清霞 役[933]）
- 天津向プロデュース『リプレイエチュード』（2022年2月19日[934]）
- ボイスシネマ 声優口演ライブ[935]
  - 2022in練馬（2022年8月20日、ジョン 役、練馬文化センター）
  - 2024in有楽町朝日ホール（2024年9月7日、有楽町朝日ホール）
- 夜能 語り部たちの夜 『黒塚』（2022年9月30日、朗読、宝生能楽堂[936]）
- プレミア音楽朗読劇『VOICARION』
  - XV 拾弐人目の服部半蔵（2022年11月5日 - 6日、仏生寺弥助 役、博多座[937]）
  - XVII スプーンの盾（2024年1月6日、2公演、カレーム 役、サンケイホールブリーゼ[938]）
  - XIX スプーンの盾（再演）（2024年12月28日、2公演、カレーム 役、サンケイホールブリーゼ[939]）
- 朗読劇 『Story of Songs』「ミチシルベ〜a road home〜」「おしゃれ番長 feat.ソイソース」「花」（2023年2月11日、19:30開演回[940]）
- 音楽朗読劇『四月は君の嘘』 （2023年3月29日夜公演、有馬公生 役、飛行船シアター[941]）
- 朗読劇『革命への行進曲』（2023年8月5日、19:00開演回、ヘーゲリン 役、TOKYO FM ホール[942]）
- 『温怪談 ～心温まる怪談～』（2024年3月4日、赤坂レッドシアター[943]）
- ボイスコミックライブ『ピンクとハバネロ』（2024年5月11日、13:30開演回、黒瀬彗 役、池袋HUMAXシネマズ[944]）
- 朗読劇『探偵ガリレオ』（2024年5月19日、2公演、草薙俊平 役、EBiS303[945]）
- オトメイトドラマティックシアターvol.04『幻奏喫茶アンシャンテ —une tasse de café—』（2024年6月9日、2公演、イル・ファド・デ・リエ 役、三郷市文化会館 大ホール[946]）
- 朗読劇 Staging!! vol.1『四月十一日を千二百回繰り返したと主張する男』（2024年6月16日昼・夜公演、29日昼公演、蘇我慶太 役、28日昼公演、30日昼・夜公演、船橋彰 役、Theater Mixa[947]）
- 朗読劇『星降る街』2024（2024年7月6日、和彦 役、大手町三井ホール[948]）
- 朗読劇『ニュー・ルネッサンス・イン・パリ』（2024年7月28日、イオ・ミン・ペイ 役、博品館劇場[949]）
- 團十郎芸術劇場うらら開館20周年記念『声優トークショー＆オリジナル朗読劇in小松Vol.4』（2024年8月25日、土居原 役、石川県小松市團十郎芸術劇場うらら[950]）
- 『ブラックスター -Theater Starless-』5周年記念朗読劇イベント「READING STARLESS」（2024年9月29日、ギィ 役、浜離宮朝日ホール [951]）
- 朗読劇『ボイコメvol.4〜声優×吉本新喜劇〜』（2025年5月17日、COOL JAPAN PARK OSAKA TT ホール[952]）
- 朗読劇『サラ・ベルナールの「サロメ」〜ベルナール、サルドゥ、そしてミュシャ〜』（2025年8月2日、アルフォンス・ミュシャ 役、城西国際大学紀尾井町キャンパス1号館内地下ホール[953]）

### PV
- ユキは地獄に堕ちるのか（2014年、天哉[954]）
- 天に恋う（2017年、高星[955]）
- わたしの幸せな結婚（2020年、久堂清霞[956]）
- ハツコイ・リセット（2020年、峯村紘[957]）
- わたし以外とのラブコメは許さないんだからね（2021年、瀬名希墨[958]）
- 忘却の楽園I アルセノン覚醒（2021年、アルム・オブシディアン[959]）
- 蝶よ花よとそのくちびるで 〜わたしの家臣が愛をうそぶく〜（2021年、葦切[960]）
- 天使は炭酸しか飲まない（2022年、明石伊緒[961]）
- 入学傭兵（2022年、ナレーション[962]）
- Aniplex Online Fest 2022 LineupPV（2022年、ナレーション[963]）
- ギャルゲーマーに褒められたい（2022年、ナレーション[964]）
- ビーズログ文庫創刊16周年PV（2022年、マクロン[965]）
- 薬師の魔女ですが、なぜか副業で離婚代行しています（2022年、セイン[966]）
- 乙女椿は笑わない（2022年、葛城斗真[967]）
- ピンクとハバネロ（2023年 - 2024年、黒瀬彗[968][969][970]）
- 筋肉島2巻発売記念筋肉PV（2023年、ナレーション[971]）
- 離婚予定の契約婚なのに、冷酷公爵様に執着されています2巻発売記念PV（2024年、ダリウス[972]）
- スライム聖女 PV（2024年、執事[973]）
- ログ男×『歴史に残る悪女になるぞ』スペシャルコラボPV（2024年、シーカー・デューク[974]）
- 護衛彼氏のウラオモテ（2025年、黒島玲[975]）
- 200m先の熱（2025年、真霜知哲[976]）

### CM
- つれづれ、北野坂探偵舎（2017年、ナレーション[977]）
- 東邦銀行「未来への架け橋　～Bridge for future～」アニメーションCM（2017年、田村ユウキ[978]）
- 盾の勇者の成り上がりコミックスTVCM（2019年、ナレーション[979]）
- 全るーみっくアニメ大投票☆高橋留美子だっちゃ☆（2019年、六道りんね[980]）
- ゲーム オブ ファミリア-家族戦記-（2019年、ナレーション[981]）
- 槍の勇者のやり直しコミックス発売CM（2019年、岩谷尚文[982]）
- 盾の勇者の成り上がりグラサマコラボTVCM（2020年、ナレーション[983]）
- 王の獣
  - PR　天耀Ver.（2021年、天耀[984]）
  - 「Cheese!」2022年8月号CM（2022年、ナレーション[985]）
- LINEマンガ『入学傭兵』CM（2022年、帯刀壮馬[986]）
- Lostbelt No.7 黄金樹海紀行 ナウイ･ミクトラン 惑星を統べるもの 15秒TVCM【前編】【後編】（2022年、デイビット・ゼム・ヴォイド[987]）
- 映画『ブルーピリオド』特報映像（2024年、ナレーション[988]）
- ゴールデンマン（2024年、モロボシ[989]）
- PTW×この世は不完全すぎるコラボCM（2024年、顔出し出演[990]）
- 『ハイガクラ』一迅社CM（2024年、滇紅[991]）

### その他コンテンツ
- パチスロ機『戦空のキセキ SKY LOVE』（2013年、マキナ）
- ブログ『こえぶろ』（2013年3月22日 - 12月27日[992]）
- スマッシュコア声優オリジナルPC 『Type:YOU』『Type:YOU［R］』（2015年 、2020年[993]）
- イベント文豪ウィーク オリジナルショートアニメ『君の棲む街 〜文京編/早稲田編〜』(2015年、ワガハイ[994]）
- アプリ『らぶつん』（2016年、嶺一誠〈YES×NO〉[995]）
- ベツコミFC「BIG4」フェア『恋降るカラフル～ぜんぶキミとはじめて～』（2016年、結城青人[996]）※ボイス付き&動くスタンプ画像
- ロッテガム擬人化プロジェクト第4弾『ガム彼!タイムリープ修学旅行』（2016年、果実ふるぅ[997])
- いい声カレンダー 能登絢人ver.（2017年）
- 『イケ魚パラダイス アクアパーク品川』（2017年7月8日 - 10月1日、キンギョハナダイ、ナンヨウハギ）[998]
- スペクタクル3D能「平家物語」（2017年8月19日 観世能楽堂[999]、2019年2月15日 - 16日 札幌市民交流プラザ[1000]）
- アプリ『溺愛ボイスドラマ×ベリーズ男子』（2018年、堤大和〈「副社長は溺愛御曹司」〉）
- 『刀剣乱舞  宴奏会』（2018年 - 2022年、歌仙兼定）
- 石川界人「が」（2018年[1001]、SHOWROOM）
- アプリ『挙式VR 伊達政宗 編』（2018年、伊達政宗〈天下統一恋の乱 Love Ballad〉[1002]）
- 『石川界人の星空☆生解説会 inサイピア岡山』（2019年1月13日）[1003]
- 『石川界人プレミアムトークショー』レンブラントホテル厚木（2019年9月1日）[1004]
- ボイス付きカード『はにかむハニー』（2019年、熊谷[1005]）※Sho-Comi24号付録
- 人形アニメ『ハイキュー!!』（2020年、影山飛雄[1006])※コミックス42巻人形アニメＤＶＤ同梱版
- アプリ『スマートじゃないニュース』（2020年8月6日 - 2022年1月27日、ニュースアプリSmartNews内 アニメチャンネル[1007]）
- Response.「My STYLE with VOLVO vol.4」（2020年9月）[1008]
- 音声ガイド『連載完結記念 ハイキュー!!展』（2020年 - 2022年、影山飛雄）[1009][1010]
- TOoKA BASEブランド
  - TRUE WIRELESS STEREO EARPHONES 『石川界人』モデル（2021年、オリジナル音声[1011]）
  - TRUE WIRELESS STEREO EARPHONES アニメ『プラチナエンド』モデル（2021年、生流奏[1012]）
  - TRUE WIRELESS STEREO EARPHONES アニメ『ハイキュー!!』モデル（2021年、影山飛雄[1013]）
  - TRUE WIRELESS STEREO EARPHONES アニメ『リーマンズクラブ』モデル（2022年、佐伯蒼汰[1014]）
- 声の観覧車『スイートダイヤモンド』（2021年3月16日 - 4月4日、蒼空結輝[1015]）
- 総合エンタテインメントプロジェクト『BATTLE OF TOKYO』（2021年 - 、LUPUS（川村壱馬）[1016]）
- アパレルコラボレーション 『glamb×KITE』（2021年）[1017]
- メシ声（2021年 - 2023年）
  - #4『ウェイ系焼きそばとダウナー冷やし中華の夏』 （焼きそば[1018]）
  - #7『ケチャップかデミグラか!?禁断のオムライス対決！』（オムライス（デミグラ）[1019]）
  - #8『定食の流儀!全員主役のルーキーと絶対的信頼のドン』（ミックスフライ定食、豚の生姜焼き定食[1020]）
  - #57『キレキレスパイシービーフカレーとあまあまマイルドバタチキカレー』（店員ようすけ[1021]）
  - メシ声×コミックシーモア飯テロ診断コラボ『よだれ不可避！魅惑の飯テロ診断』（洋介[1022]）
- LINEVOOM 『HIMA:HIMA〜地球征服の日までヒマで〜』 シーズン1 - 2 （2022年、パパール）[1023][1024]
- 『朝の茶事#2つの味わいキャンペーン第二弾』（2022年3月14日 - 27日、抹茶さん、玉露さん[1025]）
- 『きみはな〜君に届ける花ことば〜』（2022年3月1日 - 15日、立花榛[1026]）
- CV部（2022年）
  - 『#66 C⁺walk Tの忍びない自己紹介』[1027]
  - 『#67 ログインIDとパスワード〜きみコトバをさがして〜』[1028]
  - 『#68 ガヤ兄弟』[1029]
  - 『#69 とある男に寄り添うワイパーの物語』[1030]
- 色彩検定協会「教えて!色彩先生」シリーズ（2022年 - 2024年、青斗先生[1031][1032][1033]）
- 『インディーの夜』『おしえてインディーズ』（2022年 - 2023年）[1034][1035]
- FamilyMartVisionオリジナル新番組『モノガタリ』（2022年 - 2023年）[1036]
- SHARP ヘルシオ・ホットクック用カスタムボイス『COCORO VOICE』（2022年）[1037]
- 『薬師の魔女ですが、なぜか副業で離婚代行しています』特典ボイス（2022年、セイン[1038]）※特典挿しボイスコード、音声DLシリアル
- ゲームあるある×『FORSPOKEN』編（2023年）[1039]
- 森永乳業「リプトンミルクティー」オリジナル短編アニメーション『667通のラブレター』（2023年、トーマ[1040]）
- ドン・キホーテ限定『デンティス』店内アナウンス、ラジオCM（2023年6月1日 - 6月14日[1041]）
- 『ストリートファイター6』 アツい掛け声入れてみた（2023年）[1042]
- サントリー「翠SUI」アニメーション『※飯テロ注意 翠×鍋の究極アニメ』（2023年、風くん[1043]）
- ライフスタイルチェック for BEAUTY by IGNIS『癒しボイスで聴くビューティーメッセージ』（2023年）[1044]
- 『カワイイなんて聞いてない!!』志倉くんのツン甘ボイス（2024年、志倉百喜[1045]）※別冊フレンド2024年2月号＆コミックス第8巻連動企画
- 文京区坂めぐりウォーク『時間旅行者京丈文哉の名坂物語』（2024年1月15日 - 3月17日、京丈文哉[1046]）
- おてがる光『高速恋愛ゲーム あなたはどのヒカリ？』（2024年、高杉ヒカリ、重井ヒカリ、尾手狩ヒカリ[1047]）
- ユニバーサル・スタジオ・ジャパン『ワンピース・プレミア・サマー2024』プレミアムショー（2024年、紅蓮のボルスター[1048]）
- 鷹嶺ルイ1st アルバム 「Liberty」×声優コラボ（2024年、ナレーション[1049]）
- Visaデビット 【もしも昔話の世界に〇〇があったら...？】『ももたろう』（2024年、ももたろう、鬼[1050]）
- パルシィ6周年記念『60連沼ボイス』（2024年[1051]）
- あんさんぶるスターズ!!コラボ『Switch×伊豆高原グランイルミ』（2024年8月17日 - 31日、青葉つむぎ[1052]）
- スマスロ『今日から俺は!! パチスロ編』（三橋貴志[1053]）
- 味の素KK『ヴィクトリープロジェクト』WEB動画（2024年、ナレーション[1054]）
- 椿山荘三重塔移築100周年記念動画『天空の三重塔（パゴダ）』（2024年、ナレーション[1055]）
- 『イグニス（IGNIS）』公式LINE動画（2025年、ナレーション[1056]）
- Wedge Audio『ハイガクラ』コラボレーションワイヤレスイヤホン（2025年、滇紅[1057]）
- ウエルシア薬局店内放送『ミュージックウエルシア』第17回 - 20回（2025年2月 - 5月[1058]）
- 『Yamaha E-Ride Base』コラボ 特別音声館内放送（2025年3月1日 - 5月31日[1059]）
- 『ハイキュー!!アクアリウムキャラバン!!～横浜・上越・仙台～』オリジナル音声アナウンス（2025年3月19日 - 6月30日、影山飛雄[1060]）
- 『天下統一恋の乱Love Ballad』10周年記念プラネタリウム上映～恋路～（2025年4月5日、伊達政宗[1061]）
- 『石川界人×ドン・キホーテ』KATEラッシュバーストキャンペーン（2025年4月18日 - 5月19日[1062]）
- カウブランド無添加『むてんかクンとやさしすぎる同棲生活 2期』（2025年5月18日 - 6月16日、むてんかクン（ヘアケア）[1063]）
- エニタイムフィットネスジャパン～100万ストーリーズ プロジェクト～『100万RADIO』（2025年[1064]

## ディスコグラフィ

### キャラクターソング
| 発売日   | 商品名                                                                                       | 歌 | 楽曲 | 備考                                                                            |
| 2013年   | 2013年                                                                                       | 2013年 | 2013年 | 2013年                                                                          |
| -------- | -------------------------------------------------------------------------------------------- | --- | --- | ------------------------------------------------------------------------------- |
| 8月14日  | イナズマオールスターズ×TPKキャラクターソングアルバム「感動共有！」                           | 瞬木隼人（石川界人）、鉄角真（泰勇気） | 「君が居れば」 | テレビアニメ『イナズマイレブンGO ギャラクシー』関連曲                           |
| 2014年   |                                                                                              | | |                                                                                 |
| 2月19日  | イナズマイレブンシリーズ5周年記念「本当にありがとう」                                        | 瞬木隼人（石川界人）、九坂隆二（岡林史泰）、皆帆和人（代永翼）、真名部陣一郎（野島裕史）、鉄角真（泰勇気）                                                                             | 「選ばれし者たち」 | テレビアニメ『イナズマイレブンGO ギャラクシー』関連曲                           |
| 4月23日  | ゴールデンタイム BD・DVD第5巻特典CD                                                          | 多田万里（古川慎）、柳澤光央（石川界人）、二次元くん（比上孝浩） | 「いいんじゃない？ -男3人 ver.-」 | ゲーム『ゴールデンタイム Vivid Memories』エンディングテーマ                     |
| 7月23日  | ゴールデンタイム BD・DVD第8巻特典CD                                                          | 多田万里（古川慎）、柳澤光央（石川界人）、二次元くん（比上孝浩） | 「コトノハ -男3人 ver.-」 | ゲーム『ゴールデンタイム Vivid Memories』エンディングテーマ                     |
| 12月10日 | 戦場の円舞曲 オリジナルサウンドトラック-Deluxe Edition-                                      | アベル（前野智昭）、ラスティン（加藤和樹）、パシュ（石川界人）、ニケ（小野賢章） | 「運命の前奏曲」 | ゲーム『戦場の円舞曲』オープニングテーマ                                        |
| 2015年   |                                                                                              | | |                                                                                 |
| 2月11日  | TVアニメ「天体のメソッド」キャラクターミニアルバム「約束のメソッド」                         | 水坂湊太（石川界人） | 「Brand New Scene」 | テレビアニメ『天体のメソッド』関連曲                                            |
| 3月25日  | 聖剣使いの禁呪詠唱 救世主達の旋律 2                                                          | 灰村諸葉（石川界人） | 「DRAGON HEART」 | テレビアニメ『聖剣使いの禁呪詠唱』関連曲                                        |
| 3月25日  | 黒蝶のサイケデリカ キャラクターCD Vol.1 緋影                                                 | 緋影（石川界人） | 「黒蝶夢想」 | ゲーム『黒蝶のサイケデリカ』関連曲                                              |
| 5月27日  | EMOTIONAL POSSESSION                                                                         | 音成奏（前野智昭）、静間草太（斉藤壮馬）、橙山光介（増田俊樹）、青葉大河（石川界人）、蘇明杰（小野友樹）、桃井優一郎（岡本信彦）                                                       | 「Purely Sunshine」 | ゲーム『POSSESSION MAGENTA』エンディングテーマ                                  |
| 9月30日  | GATE 自衛隊 彼の地にて、斯く戦えり キャラクターソング・アルバム                              | 伊丹二等陸尉（諏訪部順一）、富田二等陸曹（安元洋貴）、黒川二等陸曹（明坂聡美）、栗林二等陸曹（内田真礼）、倉田三等陸曹（石川界人）、桑原陸曹長（山本兼平）                             | 「我ら、第三偵！ 〜第三偵察隊の歌〜」 | テレビアニメ『GATE 自衛隊 彼の地にて、斯く戦えり』関連曲                        |
| 10月9日  | 黒子のバスケ SOLO MINI ALBUM Vol.6 紫原 敦                                                   | 紫原敦（鈴村健一）feat. 岡村建一（武田幸史）、福井健介（石川界人）、劉偉（須嵜成幸）                                                                                                   | 「イージスの誇り」 | テレビアニメ『黒子のバスケ』関連曲                                              |
| 12月2日  | TVアニメ「キュートランスフォーマー さらなる人気者への道」 BD&DVD 初回限定盤 特典CD           | ショックウェーブ（石川界人） | 「SHOCK 〜この想いは光のように〜」 | テレビアニメ『キュートランスフォーマー さらなる人気者への道』エンディングテーマ |
| 2016年   |                                                                                              | | |                                                                                 |
| 1月27日  | ヘヴィーオブジェクト BD・DVD第2巻特典CD                                                      | ヘイヴィア（石川界人） | 「Dooty is Dooty」 | テレビアニメ『ヘヴィーオブジェクト』関連曲                                      |
| 1月29日  | Blu-ray & DVD『ワンパンマン 2』 特典CD                                                       | ジェノス（石川界人） | 「ジェノスのワンパン音頭」 | テレビアニメ『ワンパンマン』関連曲                                              |
| 3月9日   | POSSESSION MAGENTA キャラクターCD Vol.2 光介&大河                                            | 青葉大河（石川界人） | 「Bright Future!」 「Purely Sunshine」 | ゲーム『POSSESSION MAGENTA』関連曲                                              |
| 3月25日  | 東京乙女レストラン シーズン2 Vol.4 アニメイト限定版特典CD「東京乙女レストラン ミニアルバム」 | 山吹千尋（斉藤壮馬）、紺野正輝（石川界人） | 「東京乙女レストラン」 | バラエティ『東京乙女レストラン』関連曲                                          |
| 4月15日  | ×DA MEMBER×/Precious Eternity                                                                | ナレク（石川界人）、ヴィーノ（梅原裕一郎）、リュゼ（斉藤壮馬）、メア（木村良平） | 「×DA MEMBER×」 | ゲーム『DAME×PRINCE』主題歌                                                     |
| 6月22日  | ヘヴィーオブジェクト BD・DVD第7巻特典CD                                                      | クウェンサー（花江夏樹）、ヘイヴィア（石川界人） | 「Buddy-Buddy!!」 | テレビアニメ『ヘヴィーオブジェクト』関連曲                                      |
| 11月8日  | ガム擬人化プロジェクト『ガム彼！』                                                           | ジェミニカ | 「一粒イノセント」 | ガム擬人化プロジェクト『ガム彼』関連曲                                          |
| 11月9日  | 刀剣乱舞-花丸- 歌詠集 其の三                                                                 | 歌仙兼定（石川界人）、燭台切光忠（佐藤拓也）、鶴丸国永（斉藤壮馬）、三日月宗近（鳥海浩輔）                                                                                             | 「出づる月、招宴の唄」 | テレビアニメ『刀剣乱舞-花丸-』5話エンディングテーマ                             |
| 11月25日 | 双子の魔法使いリコとグリ マジカルシンフォニア ディア&リーゼ&シュタイン                       | リーゼ（石川界人） | 「BRAND NEW☆PEAK」 | キャラクターCD『双子の魔法使いリコとグリ』関連曲                                |
| 11月25日 | 双子の魔法使いリコとグリ マジカルシンフォニア ディア&リーゼ&シュタイン                       | ディア（高橋英則）、リーゼ（石川界人）、シュタイン（田丸篤志） | 「君はお姫様」 | キャラクターCD『双子の魔法使いリコとグリ』関連曲                                |
| 12月21日 | あんさんぶるスターズ！ ユニットソングCD 2nd Vol.08 Switch                                    | Switch | 「Temptation Magic」 「Knockin' Fantasy」 | ゲーム『あんさんぶるスターズ！』関連曲                                          |
| 12月23日 | DAME×PRINCE キャラクターCDシリーズ ナレク編                                                  | ナレク（石川界人）、ヴィーノ（梅原裕一郎） | 「天翔Dynamite!」 | ゲーム『DAME×PRINCE』関連曲                                                     |
| 2017年   |                                                                                              | | |                                                                                 |
| 7月26日  | ハンドシェイカー キャラクターソングス                                                        | チヅル（上坂すみれ）、ハヤテ（石川界人） | 「世界を笑顔だけで満たそう 」 | テレビアニメ『ハンドシェイカー』関連曲                                          |
| 10月20日 | 「SIX SICKS」テーマソング                                                                    | 乾是清（石川界人）、坂本誉（島﨑信長）、荒城駿太（岡本信彦）、久野颯斗（小野賢章）、糺ノ森凛（江口拓也）、財前陽太郎（村瀬歩）                                                         | 「Makes You a Fighter」 | ゲーム『SIX SICKS』関連曲                                                       |
| 10月27日 | 双子の魔法使いリコとグリ ソロシリーズ リーゼ「アーモンドの涙」                               | リーゼ（石川界人） | 「アーモンドの涙」 「おかしな魔法、おかしな夢」 | キャラクターCD『双子の魔法使いリコとグリ』関連曲                                |
| 11月3日  | Blackish House Song Collection The ROSE                                                      | 宇賀神澪（石川界人） | 「Black and White」 | ゲーム『Blackish House sideA→』テーマソング                                     |
| 12月6日  | あんさんぶるスターズ！ ユニットソングCD 3rd Vol.09 Switch                                    | Switch | 「イースター・カーニバル」 「Galaxy Destiny」 | ゲーム『あんさんぶるスターズ！』関連曲                                          |
| 12月6日  | 『刀剣乱舞-花丸-』歌詠全集                                                                   | 花丸刀剣男士一同 | 「花丸◎日和！47振りver.」 | 劇場アニメ『刀剣乱舞-花丸- 〜幕間回想録〜』主題歌                               |
| 2018年   |                                                                                              | | |                                                                                 |
| 1月24日  | 続『刀剣乱舞-花丸-』歌詠集 其の三                                                            | 大和守安定（市来光弘）、加州清光（増田俊樹）、鯰尾藤四郎（斉藤壮馬）、歌仙兼定（石川界人）、宗三左文字（泰勇気）、薬研藤四郎（山下誠一郎）、燭台切光忠（佐藤拓也）、五虎退（粕谷雄太） | 「花丸印の日のもとで ver.3」 | テレビアニメ『続 刀剣乱舞-花丸-』オープニングテーマ                             |
| 4月25日  | アイドルマスター SideM BD・DVD第5巻特典CD 315プロダクション社歌                              | プロデューサー（石川界人）、山村賢（河西健吾） with 齋藤孝司（立木文彦） | 「嗚呼、情熱に星は輝く〜315プロダクション社歌〜」                                                                                                  | テレビアニメ『アイドルマスター SideM』関連曲                                    |
| 4月27日  | Treasure                                                                                     | ナレク（石川界人）、公爵ヴィーノ（梅原裕一郎） | 「Treasure」 | テレビアニメ『ダメプリ ANIME CARAVAN』エンディングテーマ                        |
| 5月9日   | 硝子の銀河                                                                                   | MAHO☆SHOUJO | 「ぶっちゃけ少女じゃない」 | テレビアニメ『魔法少女 俺』挿入歌                                               |
| 5月23日  | Breakthrough/DURANDAL                                                                        | スバル・イチノセ（石川界人） | 「Breakthrough」 | テレビアニメ『宇宙戦艦ティラミス』オープニングテーマ                            |
| 5月23日  | Breakthrough/DURANDAL                                                                        | スバル・イチノセ（石川界人） | 「DURANDAL」 | テレビアニメ『宇宙戦艦ティラミス』エンディングテーマ                            |
| 7月27日  | キャラバンストーリーズ オリジナル・サウンドトラック Vol.2                                    | アルメイダル（石川界人） | 「ヴァルメル通りの街灯を」 | ゲーム『CARAVAN STORIES』劇中歌                                                 |
| 7月27日  | 「SIX SICKS」キャラクターソング第1弾                                                         | 乾是清(石川界人）、富樫俊介（寺島拓篤） | 「終末じゃない」 | ゲーム『SIX SICKS』関連曲                                                       |
| 8月24日  | 劇的インフィニティ                                                                           | IN-VOLG | 「劇的インフィニティ」 | キャラクターCD『キラボシチューン』関連曲                                        |
| 8月24日  | 劇的インフィニティ                                                                           | 藤堂怜治（石川界人） | 「劇的インフィニティ」 | キャラクターCD『キラボシチューン』関連曲                                        |
| 9月26日  | かくりよの宿飯 キャラクターソング集 隠世の調 Vol.2                                           | 乱丸（石川界人） | 「永遠の絆」 | テレビアニメ『かくりよの宿飯』エンディングテーマ                                |
| 9月28日  | 双子の魔法使いリコとグリ Swiiiiiits! ユニットソング「Swiiiiiitest Party!!」                  | Swiiiiiits! | 「Swiiiiiitest Party!!」 | キャラクターCD『双子の魔法使いリコとグリ』関連曲                                |
| 10月24日 | あんさんぶるスターズ！アルバムシリーズ Switch                                                | Switch | 「エメラルドプラネット」 「I "Witch" You A Happy Halloween!」                                                                                      | ゲーム『あんさんぶるスターズ！』関連曲                                          |
| 10月24日 | あんさんぶるスターズ！アルバムシリーズ Switch                                                | 青葉つむぎ（石川界人） | 「ブルーバード・ハミング♪」 | ゲーム『あんさんぶるスターズ！』関連曲                                          |
| 10月26日 | 双子の魔法使いリコとグリ ミックスユニットシリーズ「Rouge Noir」                              | Noir Révolution | 「Rouge Noir」 「Rouge Noir -Remix-」 | キャラクターCD『双子の魔法使いリコとグリ』関連曲                                |
| 11月21日 | DUEL GIG EXTRA                                                                               | 七瀬一真（石川界人） | 「blue moon」 | ゲーム『バンドやろうぜ!』関連曲                                                 |
| 11月28日 | Gravity Heart                                                                                | スバル・イチノセ（石川界人） | 「Gravity Heart」 | テレビアニメ『宇宙戦艦ティラミスII』オープニングテーマ                          |
| 11月28日 | Gravity Heart                                                                                | スバル・イチノセ（石川界人） | 「DURANDAL New ver.「スバル・イチノセ」」 | テレビアニメ『宇宙戦艦ティラミスII』エンディングテーマ                          |
| 11月28日 | Gravity Heart                                                                                | スバル・イチノセ（石川界人）、イスズ・イチノセ（櫻井孝宏） | 「DURANDAL New ver.「エゴサーチ」」 「DURANDAL New ver.「目のやつ」」                                                                              | テレビアニメ『宇宙戦艦ティラミスII』エンディングテーマ                          |
| 11月28日 | Gravity Heart                                                                                | スバル・イチノセ（石川界人）、デュランダル（大塚明夫） | 「DURANDAL New ver.「語尾ンダル」」 「DURANDAL New ver.「DURANDAL」」                                                                              | テレビアニメ『宇宙戦艦ティラミスII』エンディングテーマ                          |
| 11月28日 | Gravity Heart                                                                                | スバル・イチノセ（石川界人）、マイバッハ・ヴィルヘルム（杉田智和） | 「DURANDAL New ver.「軍人たる者」」 「DURANDAL New ver.「思念」」                                                                                  | テレビアニメ『宇宙戦艦ティラミスII』エンディングテーマ                          |
| 11月28日 | Gravity Heart                                                                                | スバル・イチノセ（石川界人）、ヴォルガー・ハマー（諏訪部順一） | 「DURANDAL New ver.「戦場の二つ名（その1）」」 「DURANDAL New ver.「戦場の二つ名（その2）」」                                                      | テレビアニメ『宇宙戦艦ティラミスII』エンディングテーマ                          |
| 11月28日 | Gravity Heart                                                                                | スバル・イチノセ（石川界人）、スバル・ビヨンド（江口拓也） | 「DURANDAL New ver.「全てを終わらせし者」」 「DURANDAL New ver.「光と闇」」                                                                        | テレビアニメ『宇宙戦艦ティラミスII』エンディングテーマ                          |
| 11月28日 | Gravity Heart                                                                                | スバル・イチノセ（石川界人）、ロメオ・アルファ（白井悠介） | 「DURANDAL New ver.「撃て！」」 「DURANDAL New ver.「タイムリミット」」                                                                            | テレビアニメ『宇宙戦艦ティラミスII』エンディングテーマ                          |
| 2019年   |                                                                                              | | |                                                                                 |
| 1月30日  | あんさんぶるスターズ！アルバムシリーズ fine                                                  | 旧fine | 「Genuine Revelation」 | ゲーム『あんさんぶるスターズ！』関連曲                                          |
| 5月31日  | IN-VOLG VS Alsh-tajE                                                                         | IN-VOLG | 「Escalation」 | キャラクターCD『キラボシチューン』関連曲                                        |
| 6月28日  | CRAZY×ALIVE!!                                                                                | 西園寺藤（武内駿輔）、西園寺藍（八代拓）、西園寺玄（斉藤壮馬）、有栖川一悦（木村良平）、有栖川二巴（前野智昭）、有栖川三織（石川界人）                                                 | 「CRAZY×ALIVE!!」 | ドラマCD『俺様レジデンス CRAZY×ALIVE!!』主題歌                                  |
| 6月28日  | CRAZY×ALIVE!!                                                                                | 有栖川三織（石川界人） | 「CRAZY×ALIVE!!」 | ドラマCD『俺様レジデンス CRAZY×ALIVE!!』関連曲                                  |
| 7月24日  | お願いマッスル/マッチョアネーム？                                                            | 紗倉ひびき（ファイルーズあい）、街雄鳴造（石川界人） | 「お願いマッスル」 | テレビアニメ『ダンベル何キロ持てる?』オープニングテーマ                         |
| 7月24日  | お願いマッスル/マッチョアネーム？                                                            | 街雄鳴造（石川界人） | 「マッチョアネーム？」 | テレビアニメ『ダンベル何キロ持てる？』エンディングテーマ                        |
| 8月14日  | Stars' Ensemble!                                                                             | 夢ノ咲ドリームスターズ | 「Stars' Ensemble!」 | テレビアニメ『あんさんぶるスターズ！』オープニングテーマ                        |
| 9月18日  | ArkResona キャラクターソング                                                                 | カイ（石川界人）、ノア（柿原徹也） | 「Blue Resonance」 | ゲーム『ArkResona』関連曲                                                       |
| 11月6日  | GETUP! GETLIVE! Steam Rising                                                                 | 上原淳也（花江夏樹）、東沢楓（西山宏太朗）、町田瀬那（豊永利行）、大野虎之助（石川界人）、喜多見蓮（阿座上洋平）、狛江一馬（熊谷健太郎）                                               | 「GET UP! GET LIVE!」 | 『GETUP! GETLIVE!』テーマソング                                                 |
| 11月27日 | あんさんぶるスターズ！ EDテーマ集 VOL.04                                                     | Switch | 「Magic for your "Switch"」 | テレビアニメ『あんさんぶるスターズ！』エンディングテーマ                        |
| 12月19日 | BUSTAFELLOWSサウンドトラック                                                                 | アダム・クルイローフ（石川界人） | 「NOVALIS」 | ゲーム『BUSTAFELLOWS』テーマソング                                              |
| 2020年   |                                                                                              | | |                                                                                 |
| 2月26日  | ピオフィオーレの晩鐘 Character CD Vol.1 ダンテ・ファルツォーネ                               | ダンテ・ファルツォーネ（石川界人） | 「星月夜」 | ゲーム『ピオフィオーレの晩鐘』関連曲                                            |
| 8月26日  | BRAND NEW STARS!!                                                                            | ESオールスターズ | 「BRAND NEW STARS!!」 「Walk with your smile」 | ゲーム『あんさんぶるスターズ!!』主題歌                                          |
| 10月7日  | 刀剣乱舞-ONLINE- 歌曲集と物語 あなたと 私と                                                  | 歌仙兼定（石川界人） | 「あなたと 私と」 | ゲーム『刀剣乱舞-ONLINE-』関連曲                                                |
| 10月7日  | 刀剣乱舞-ONLINE- 歌曲集と物語 あなたと 私と                                                  | 加州清光（増田俊樹）、歌仙兼定（石川界人）、陸奥守吉行（濱健人）、山姥切国広（前野智昭）、蜂須賀虎徹（興津和幸）                                                                       | 「あなたと 私と」 | ゲーム『刀剣乱舞-ONLINE-』関連曲                                                |
| 11月4日  | PERFECTION NOISE Episode.0                                                                   | 倉月成海（千葉翔也）、一条瀬那（斉藤壮馬）、向坂秋人（石川界人）、来宮千智（木村良平）                                                                                                 | 「True Place」 | 『PERFECTION NOISE』主題歌                                                      |
| 2021年   |                                                                                              | | |                                                                                 |
| 3月31日  | PERFECTION NOISE オリジナルサウンドトラック                                                  | 向坂秋人（石川界人） | 「Down to Zero」 | ドラマCD『PERFECTION NOISE』関連曲                                              |
| 5月26日  | あんさんぶるスターズ!! ESアイドルソング season1 Switch                                       | Switch | 「オモイノカケラ」 「BRAND NEW STARS!!」 | ゲーム『あんさんぶるスターズ!!』関連曲                                          |
| 6月9日   | あんさんぶるスターズ!! FUSION UNIT SERIES 01 Switch × Eden                                   | Switch、Eden | 「Majestic Magic」 | ゲーム『あんさんぶるスターズ!!』関連曲                                          |
| 6月9日   | あんさんぶるスターズ!! FUSION UNIT SERIES 01 Switch × Eden                                   | Switch | 「FUSIONIC STARS!!」 | ゲーム『あんさんぶるスターズ!!』関連曲                                          |
| 6月23日  | FUSIONIC STARS!!                                                                             | ESオールスターズ | 「FUSIONIC STARS!!」 | ゲーム『あんさんぶるスターズ!!』関連曲                                          |
| 9月15日  | GETUP! GETLIVE! For seasoning                                                                | 上原淳也（花江夏樹）、東沢楓（西山宏太朗）、町田瀬那（豊永利行）、大野虎之助（石川界人）、喜多見蓮（阿座上洋平）、狛江一馬（熊谷健太郎）、早島雷（天﨑滉平）、早島央（梶原岳人）       | 「OWARAI BANZAI」 | 『GETUP! GETLIVE!』テーマソング                                                 |
| 11月24日 | ヴァニタスの手記 BD・DVD第2巻特典CD                                                          | ヴァニタス（花江夏樹）、ノエ（石川界人） | 「Le Formidable!」 | テレビアニメ『ヴァニタスの手記』関連曲                                          |
| 2022年   |                                                                                              | | |                                                                                 |
| 2月23日  | 255,255,255                                                                                  | 蒼生シュウタ（榎木淳弥）、朱城ラン（内田雄馬）、翠堂コウキ（石川界人） | 「255,255,255」 | テレビアニメ『東京24区』エンディングテーマ                                      |
| 3月25日  | Swiiiiiits! ユニットソング「See You Again (prod. ゆよゆっぺ)」                               | Swiiiiiits! | 「See You Again (prod. ゆよゆっぺ)」 | キャラクターCD『双子の魔法使いリコとグリ』関連曲                                |
| 5月11日  | あんさんぶるスターズ!!ESアイドルソング season2 Switch                                        | Switch | 「Brilliant Smile」 「A little bit UP!!」 | ゲーム『あんさんぶるスターズ!!』関連曲                                          |
| 6月22日  | あんさんぶるスターズ!! 7th Anniversary song Surprising Thanks!!                              | ESオールスターズ | 「Surprising Thanks!!」 | ゲーム『あんさんぶるスターズ!!』関連曲                                          |
| 9月9日   | あんさんぶるスターズ!! COVER SONG SERIES vol.3                                               | Switch、2wink | 「Tell Your World」 | ゲーム『あんさんぶるスターズ!!』関連曲                                          |
| 10月12日 | あんさんぶるスターズ!! ESアイドルソング season3 Switch                                       | Switch | 「Romancing Cruise」 「Surprising Thanks!!（Switch ver.）」                                                                                        | ゲーム『あんさんぶるスターズ!!』関連曲                                          |
| 11月2日  | 「INDIVIate THE BOOKs」付属CD                                                                | 大河内徠斗（堂島颯人）、高良岳（石川界人）、桜田晏寿（堀江瞬）、桑嶋渓山（成田剣） | 「Show me! Show time!」 | CD＆BOOKプロジェクト「Indiviate」テーマソング                                   |
| 2023年   |                                                                                              | | |                                                                                 |
| 1月25日  | トモちゃんは女の子！ BD・DVD第1巻特典CD                                                      | 久保田淳一郎（石川界人）、御崎光助（天﨑滉平）、田辺達巳（松岡禎丞） | 「Jiribaki_love」 | テレビアニメ『トモちゃんは女の子!』関連曲                                       |
| 3月1日   | ドラマCD「ハンサムロンダリング」ED楽曲                                                       | 海瀬隼人（鈴木崚汰）、日向野駿（石川界人）、月城葦夜（阿座上洋平）、空閑巴（岡本信彦）                                                                                                 | 「masquerade」 | ドラマCD『ハンサムロンダリング』関連曲                                          |
| 3月17日  | あんさんぶるスターズ!! シャッフルユニットソングコレクション vol.03                           | BLEND+ | 「Heart aid Cafeteria」 | ゲーム『あんさんぶるスターズ!!』関連曲                                          |
| 3月22日  | TVアニメ『ツルネ －つながりの一射－』キャラクターソングミニアルバム 星をつなぐ               | 如月七緒（矢野奨吾）、小野木海斗（石川界人） | 「Growing Up」 | TVアニメ『ツルネ -つながりの一射-』関連曲                                       |
| 3月22日  | TVアニメ『ツルネ －つながりの一射－』オリジナルサウンドトラック                              | 滝川雅貴（浅沼晋太郎）、鳴宮湊（上村祐翔）、竹早静弥（市川蒼）、山之内遼平（鈴木崚汰）、如月七緒（矢野奨吾）、小野木海斗(石川界人)                                                     | 「射法八節のテーマ」 | TVアニメ『ツルネ -つながりの一射-』関連曲                                       |
| 3月22日  | Pフィーバーダンベル何キロ持てる?                                                             | 紗倉ひびき（ファイルーズあい）、街雄鳴造（石川界人） | 「恋するマッスル」 「必殺マッソー」 | テレビアニメ『ダンベル何キロ持てる?』関連曲                                     |
| 3月24日  | あんさんぶるスターズ!!カバーソングコレクション                                               | Switch、 2wink、初音ミク & 鏡音リン・レン | 「Tell Your World」 | ゲーム『あんさんぶるスターズ!!』関連曲                                          |
| 6月28日  | トモちゃんは女の子！ BD・DVD第6巻特典CD                                                      | 相沢智 （高橋李依）、久保田淳一郎（石川界人） | 「バトルダンスダンス」 | テレビアニメ『トモちゃんは女の子!』関連曲                                       |
| 6月28日  | あんさんぶるスターズ!!ESアイドルソング Extra オルタード & fine-O                             | fine-O | 「Dawning Angels」 | ゲーム『あんさんぶるスターズ!!』関連曲                                          |
| 6月28日  | あんさんぶるスターズ!!8th Anniversary song One with One                                      | ESオールスターズ | 「One with One」 | ゲーム『あんさんぶるスターズ!!』関連曲                                          |
| 10月4日  | あんさんぶるスターズ!!アルバムシリーズ『TRIP』Volume4 fine                                   | fine-O | 「Dawning Angels」 | ゲーム『あんさんぶるスターズ!!』関連曲                                          |
| 10月27日 | Swiiiiiits!コンビCD リーゼ＆ディア「Starry Yell (prod. colate)」                             | リーゼ（石川界人）、ディア（高橋英則） | 「Starry Yell (prod. colate)」 「Wish You 威風堂々(prod. 雨漏りP)」                                                                                | キャラクターCD『双子の魔法使いリコとグリ』関連曲                                |
| 2024年   |                                                                                              | | |                                                                                 |
| 2月26日  | 「GETUP! GETLIVE!」コンビテーマソング企画第4弾                                               | 町田瀬那（豊永利行）、大野虎之助（石川界人） | 「正真正銘IDENTITY」 | 『GETUP! GETLIVE!』関連曲                                                       |
| 4月3日   | あんさんぶるスターズ!!アルバムシリーズ『TRIP』Volume12 Switch                                | Switch | 「Chocola-Tic After School」 「Seven Days“Prismagic”」 「A little bit UP!!」 「One with One (Switch ver.)」 「Walk with your smile (Switch ver.)」 | ゲーム『あんさんぶるスターズ!!』関連曲                                          |
| 4月3日   | あんさんぶるスターズ!!アルバムシリーズ『TRIP』Volume12 Switch                                | 青葉つむぎ（石川界人） | 「微睡み銀河 (青葉つむぎSolo)」 | ゲーム『あんさんぶるスターズ!!』関連曲                                          |
| 4月27日  | 「あんさんぶるスターズ!!」9周年記念楽曲                                                      | ESオールスターズ | 「LIMIT BREAK DREAMERS」 | ゲーム『あんさんぶるスターズ!!』関連曲                                          |
| 4月30日  | 新演劇コンテンツプロジェクト「青山オペレッタ」                                               | 千木清雅（木村良平）、千木琉雅（石川界人）、八代朱里（古川慎）、住ノ江政虎（諏訪部順一）、真里谷忍（増田俊樹）                                                                         | 「星なる僕ら」 | ゲーム『青山オペレッタ』主題歌                                                  |
| 6月26日  | 青春ブタ野郎はランドセルガールの夢を見ない特典CD②                                            | 梓川咲太（石川界人） | 「不可思議のカルテ 梓川咲太 Ver.」 | 『青春ブタ野郎シリーズ』関連曲                                                  |
| 6月26日  | Stars' Ensemble!                                                                             | 夢ノ咲ドリームスターズ | 「Stars' Ensemble!」 | ゲーム『あんさんぶるスターズ!!』関連曲                                          |
| 6月26日  | BRAND NEW STARS!!                                                                            | ESオールスターズ | 「BRAND NEW STARS!!」 「Walk with your smile」 | ゲーム『あんさんぶるスターズ!!』関連曲                                          |
| 6月26日  | FUSIONIC STARS!!                                                                             | ESオールスターズ | 「FUSIONIC STARS!!」 | ゲーム『あんさんぶるスターズ!!』関連曲                                          |
| 7月29日  | ENSEMBLE STARS!! 喪失寓意 -LOST BALLADE-                                                     | M∀N∀ | 「喪失寓意 -LOST BALLADE-」 | ゲーム『あんさんぶるスターズ!!』関連曲                                          |
| 2025年   |                                                                                              | | |                                                                                 |
| 2月27日  | ES idol song season5 vol.13                                                                  | Switch | 「Wish upon a MUSIC!!」 | ゲーム『あんさんぶるスターズ!!』関連曲                                          |
| 5月29日  | 感謝祭＊縁を紡ぐWorld Switching                                                              | Switch | 「Switching Journey」 | ゲーム『あんさんぶるスターズ!!』関連曲                                          |

### その他参加作品
| 発売日         | 商品名                                                     | 歌 | 楽曲                            | 備考 |
| -------------- | ---------------------------------------------------------- | --- | ------------------------------- | ---- |
| 2018年9月19日  | Disney 声の王子様 Voice Stars Dream Selection              | 石川界人 | 「君のようになりたい」          |      |
| 2018年9月19日  | Disney 声の王子様 Voice Stars Dream Selection              | 石川界人、上村祐翔、江口拓也、小野賢章、佐藤拓也、武内駿輔、畠中祐、羽多野渉、花江夏樹、日野聡、前野智昭、山下大輝 | 「ミッキーマウス・マーチ」      |      |
| 2018年9月19日  | Disney 声の王子様 Voice Stars Dream Selection Amazon特典CD | 石川界人 | 「ミッキーマウス・マーチ」      |      |
| 2019年11月22日 | Disney 声の王子様 Voice Stars Dream Live 2019 特典CD       | 石川界人、畠中祐、羽多野渉、花江夏樹                                                                               | 「キス・ザ・ガール」            |      |
| 2019年11月22日 | Disney 声の王子様 Voice Stars Dream Live 2019 特典CD       | 石川界人、上村祐翔、江口拓也、小野賢章、佐藤拓也、武内駿輔、畠中祐、羽多野渉、花江夏樹、日野聡、前野智昭、山下大輝 | 「星に願いを」                  |      |
| 2019年11月22日 | Disney 声の王子様 Voice Stars Dream Live 2019 Amazon特典CD | 石川界人 | 「星に願いを」                  |      |
| 2020年12月9日  | VOICE〜声優たちが歌う松田聖子ソング〜 Male Edition         | 石川界人 | 「マイアミ午前5時」 「抱いて…」 |      |
| 2020年12月9日  | VOICE〜声優たちが歌う松田聖子ソング〜 Male Edition         | 梶裕貴、野島健児、松岡禎丞、古川慎、石川界人                                                                       | 「瑠璃色の地球」                |      |
| 2022年9月21日  | 内田雄馬 10th Single「Congrats!!」                         | 内田雄馬、石川界人、榎木淳弥、斉藤壮馬、畠中祐、花江夏樹、八代拓                                                   | 「Congrats!!（with Friends）」  |      |

## 書籍
- 写真集『きみとぼくと。 声優男子×ねこphoto book』（2017年8月29日、河出書房新社)[1065]